# Seidenpflanzengewächse
Die Seidenpflanzengewächse (Asclepiadoideae), auch Schwalbenwurzgewächse genannt, sind eine Unterfamilie in der Familie der Hundsgiftgewächse (Apocynaceae).
Bekannte Vertreter dieser Unterfamilie sind die Aasblumen unterschiedlicher Gattungen: Stapelia, Hoodia, Huernia und Orbea, deren Blüten Aasgeruch verströmen, die Wachsblumen (Hoya), die Schwalbenwurz (Vincetoxicum hirundinaria) und die Seidenpflanzen (Asclepias).

## Beschreibung

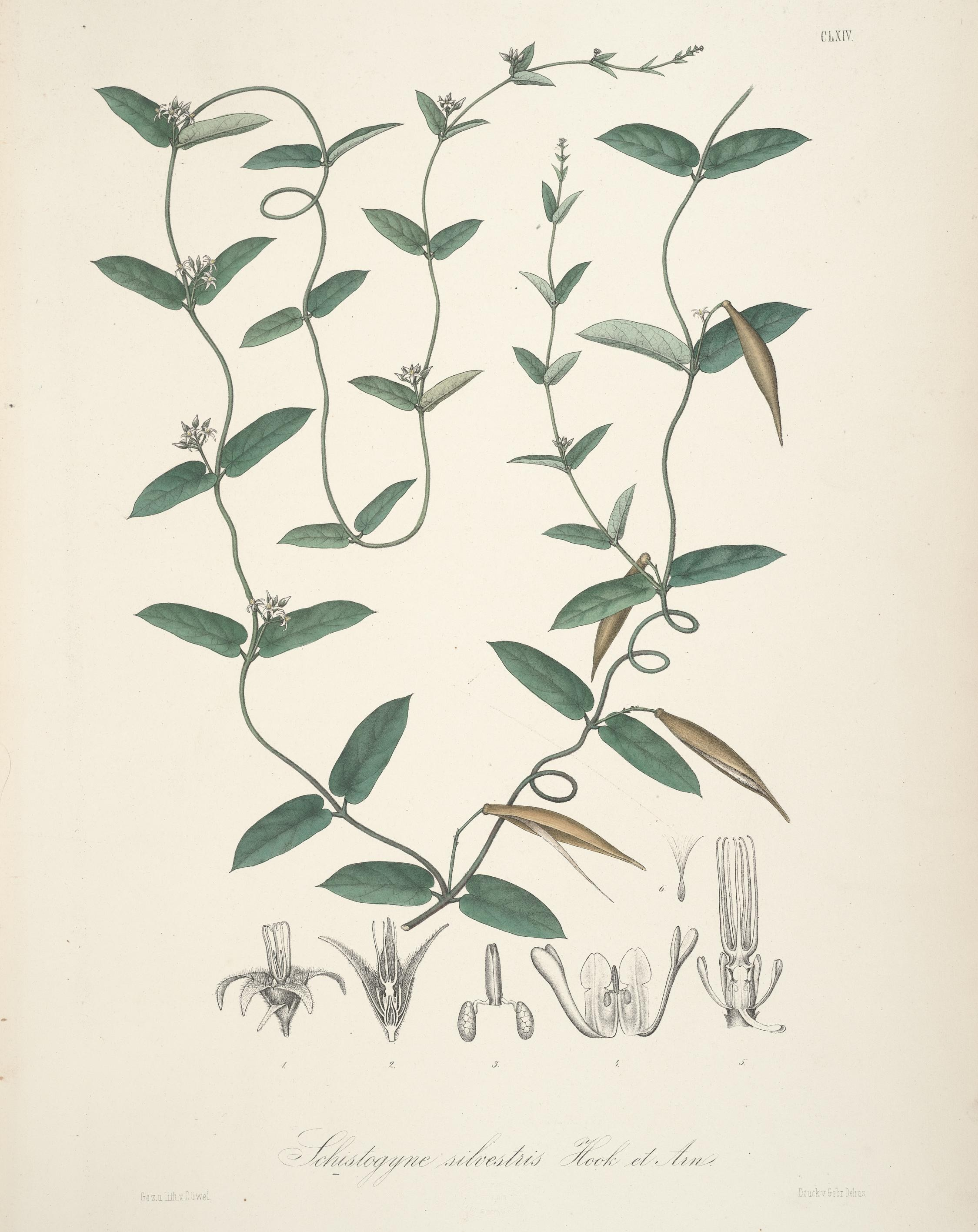
Untertribus Oxypetalinae: Illustration aus Florae Columbiae, Tafel CLXIV von Schistogyne sylvestris

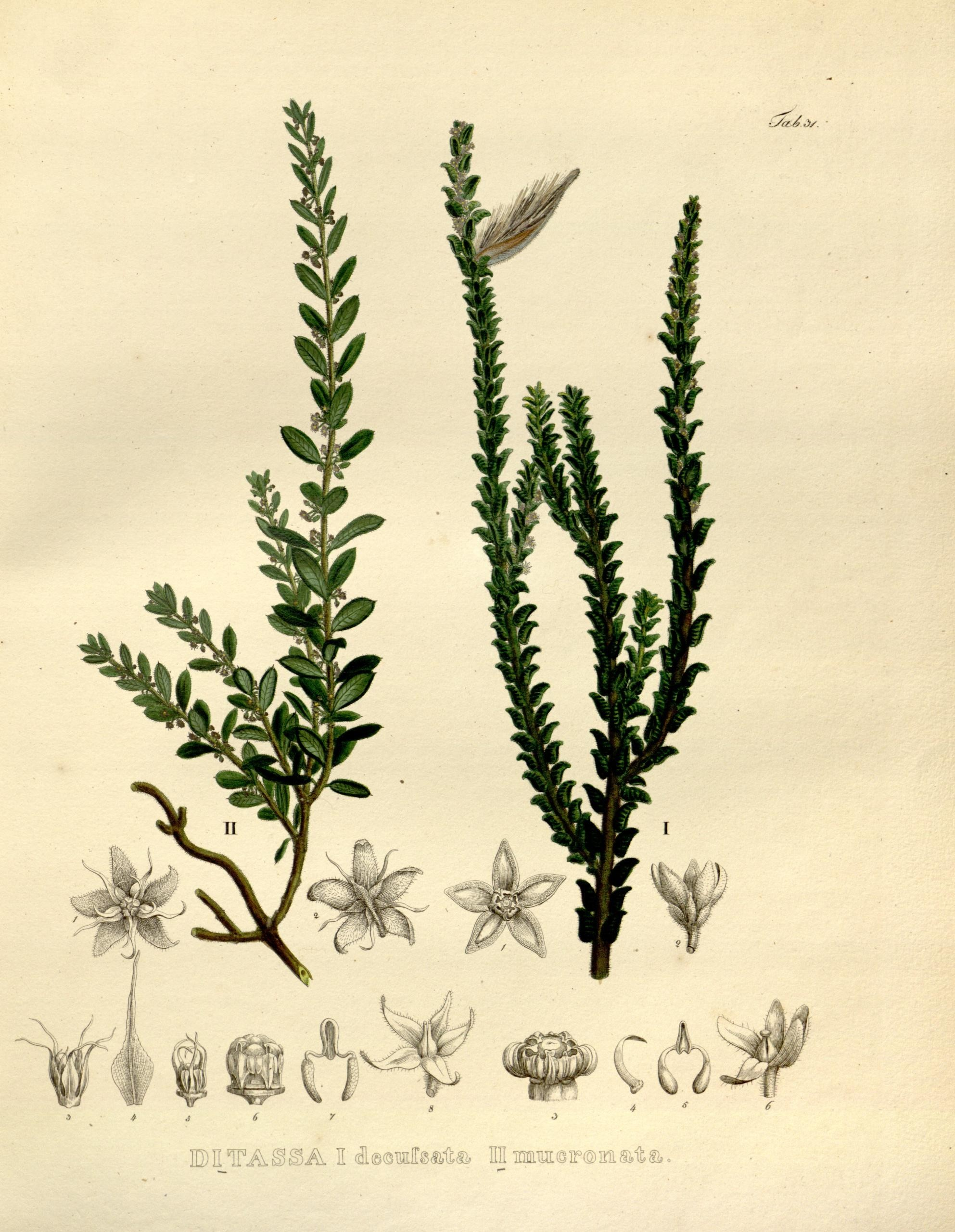
Untertribus Metastelmatinae: Illustration aus Nova genera et species plantarum. Monachii: Impensis Auctoris, 1824–1829 von 1. Ditassa decussata (rechts) und 2. Ditassa mucronata (links)

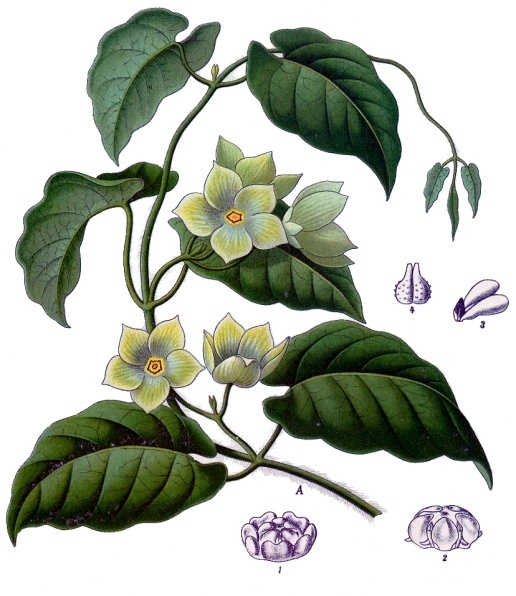
Tribus Asclepiadeae Untertribus Gonolobinae: Illustration aus Köhler's Medizinal-Pflanzen von Matelea denticulata

### Vegetative Merkmale
Es sind meist ausdauernde krautige Pflanzen oder verholzende Pflanzen: Sträucher, Lianen oder selten Bäume. Ein Teil der Taxa sind stammsukkulente Pflanzen. Einige Arten sind Kletterpflanzen. Die Pflanzen enthalten oft einen weißlichen oder seltener klaren Milchsaft.
Die meist gegenständig angeordneten Laubblätter sind gut entwickelt oder stark reduziert. Die Laubblätter weisen meist einem glatten Blattrand auf. Nebenblätter können vorhanden sein oder sie fehlen.

### Generative Merkmale
Die Blüten stehen einzeln oder in zymösen, selten traubigen Blütenständen.
Die zwittrigen Blüten sind meist radiärsymmetrisch und fünfzählig mit doppelter Blütenhülle (Perianth). Die fünf Kelchblätter sind nur an ihrer Basis verwachsen. Die fünf Kronblätter sind verwachsen. Es wird oft eine Nebenkrone aus den Kronblättern oder den Staubblättern gebildet (Ligula). Es ist nur ein Kreis mit fünf Staubblättern vorhanden, wobei die Staubfäden nur kurz sind oder fehlen. Die Staubblätter und die Fruchtblätter sind zu einem so genannten „Gynostegium“ verwachsen. Der Pollen ist meist zu einer Einheit, dem „Pollinium“ zusammengefasst. Das „Pollinium“ ist über zwei so genannten „Translatoren“ mit dem „Klemmkörper“ verbunden. Jede Blüte enthält zwei oberständige Fruchtblätter.
Je Blüte entwickeln sich meist zwei Balgfrüchte, selten nur eine. Die Balgfrüchte enthalten viele Samen. Die Samen tragen meist seidige Haarschöpfe (Coma), daher der Name.

## Ökologie
Durch das Gynostegium liegt hier eine Spezialisierung auf Insektenbestäubung (Entomophilie) vor.

## Systematik und Verbreitung

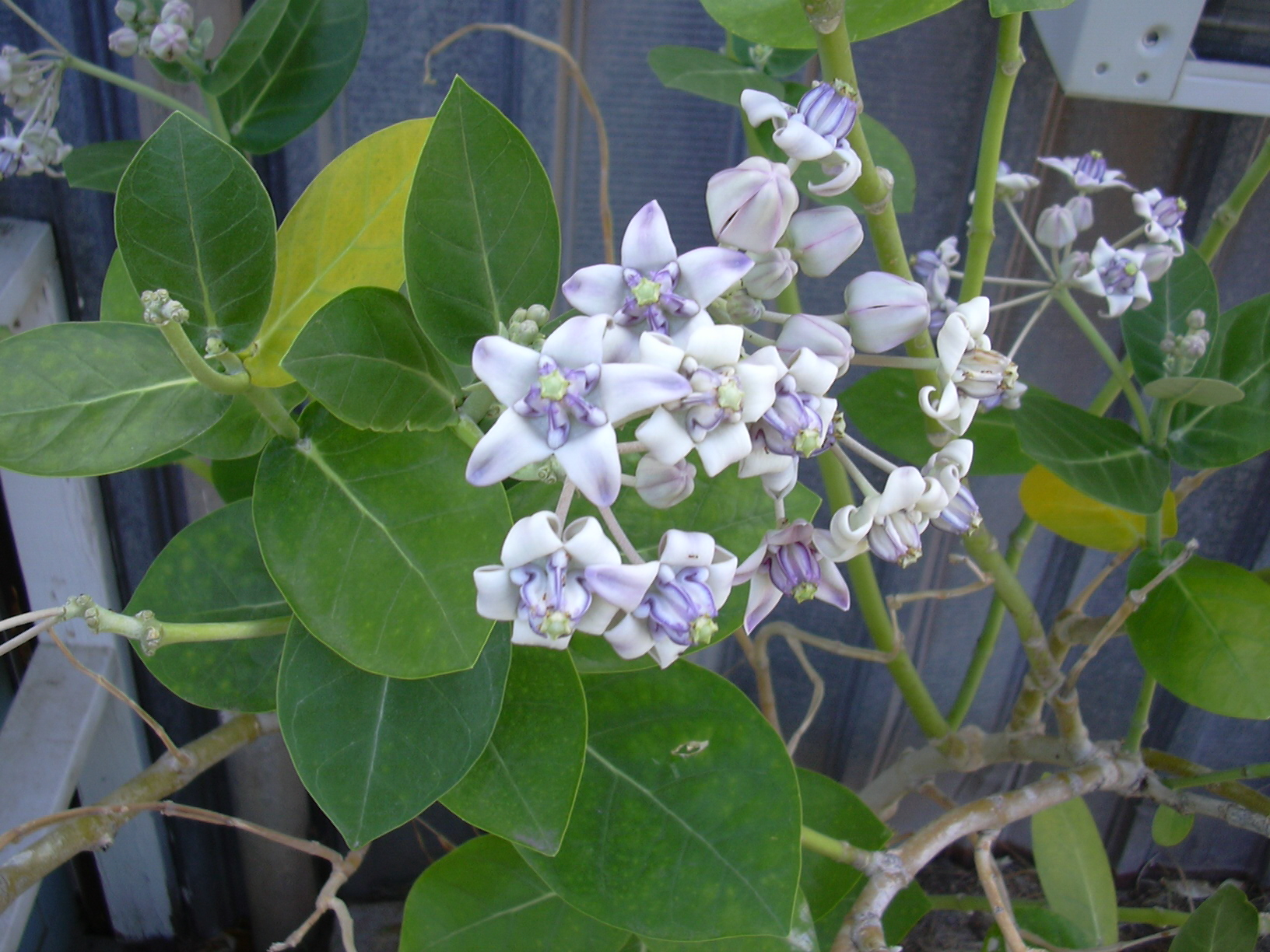
Tribus Asclepiadeae Untertribus Asclepiadinae: Kronenblume (Calotropis gigantea)

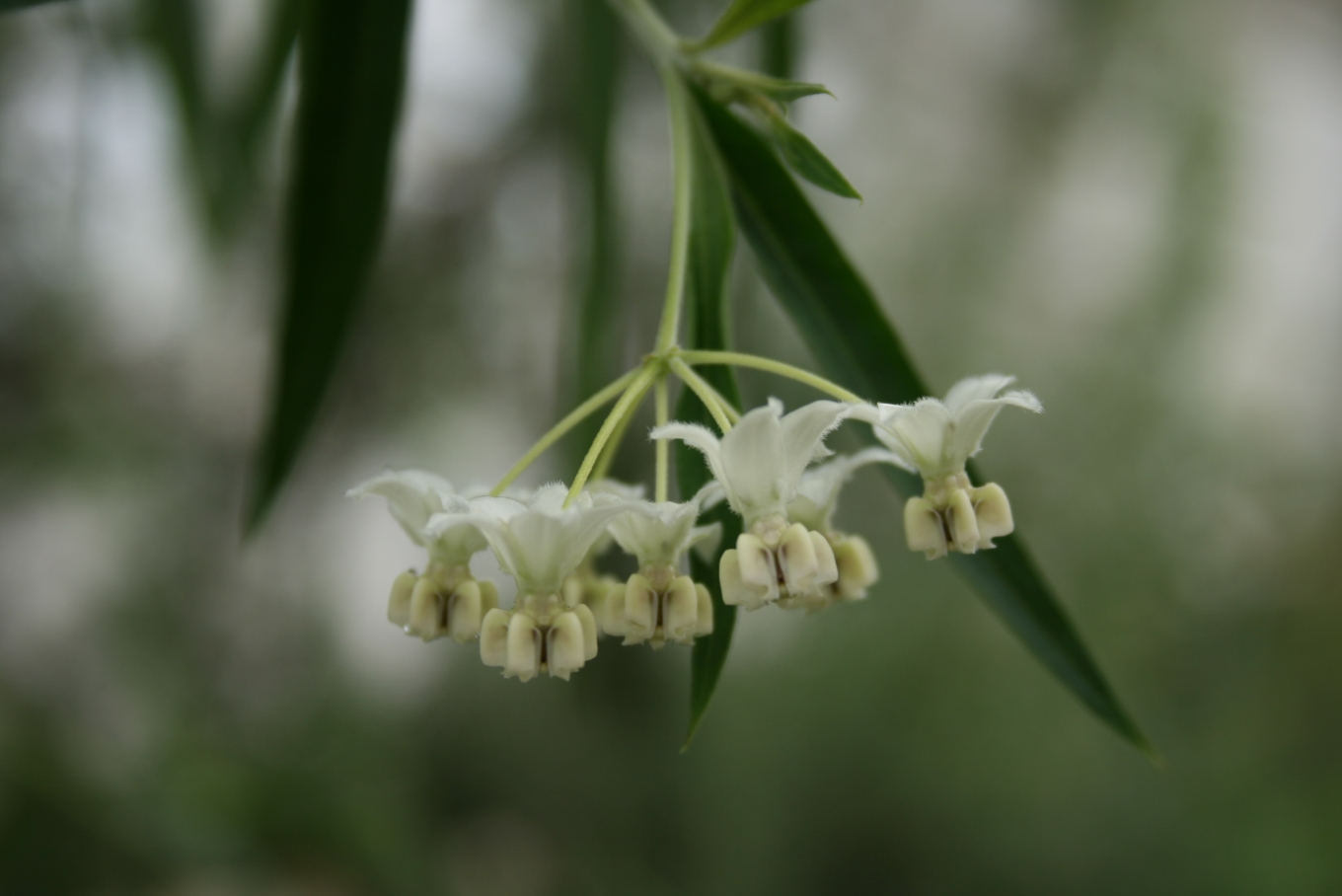
Tribus Asclepiadeae Untertribus Asclepiadinae: Gomphocarpus fruticosus

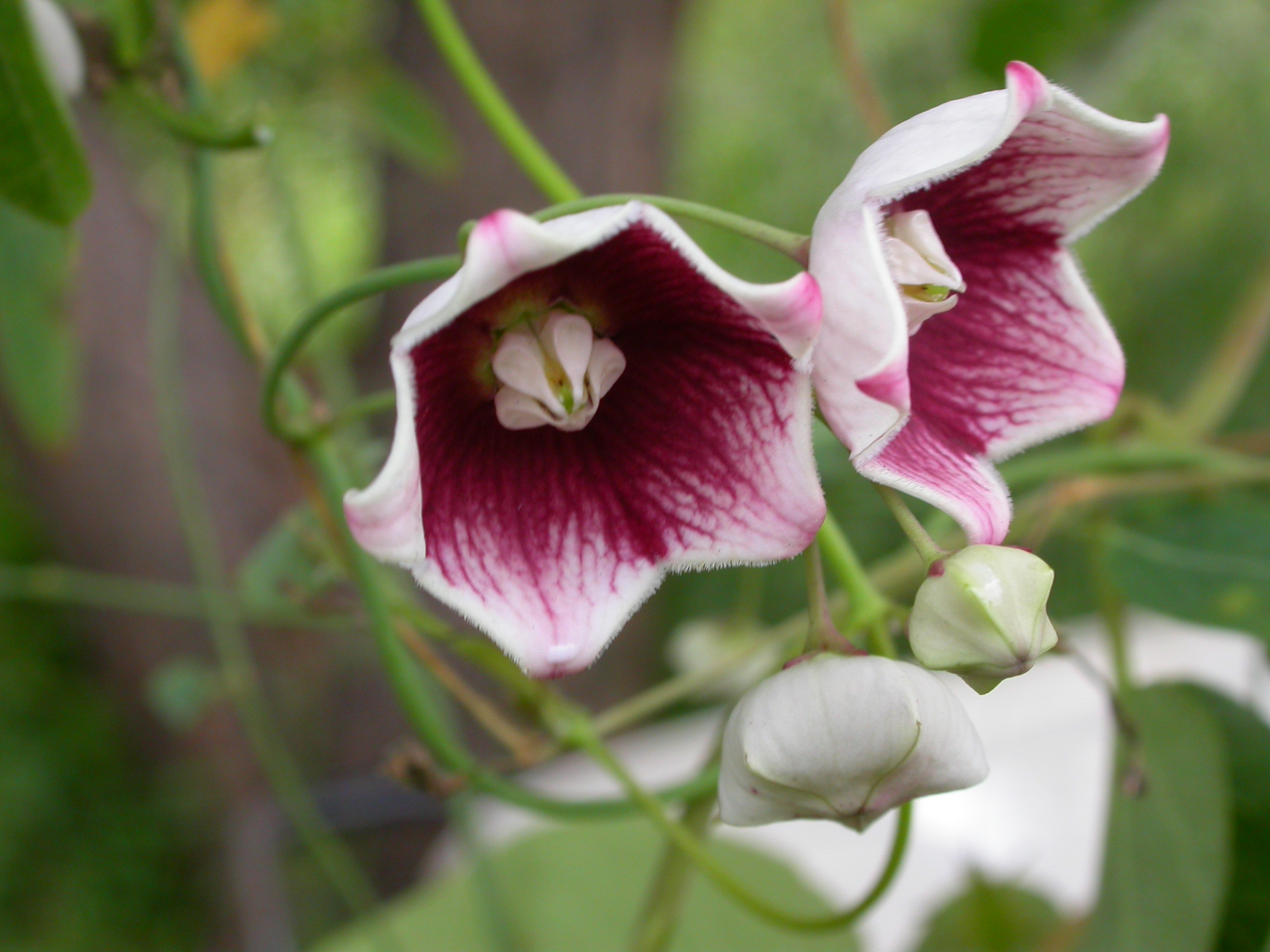
Tribus Asclepiadeae Untertribus Asclepiadinae: Oxystelma bornouense

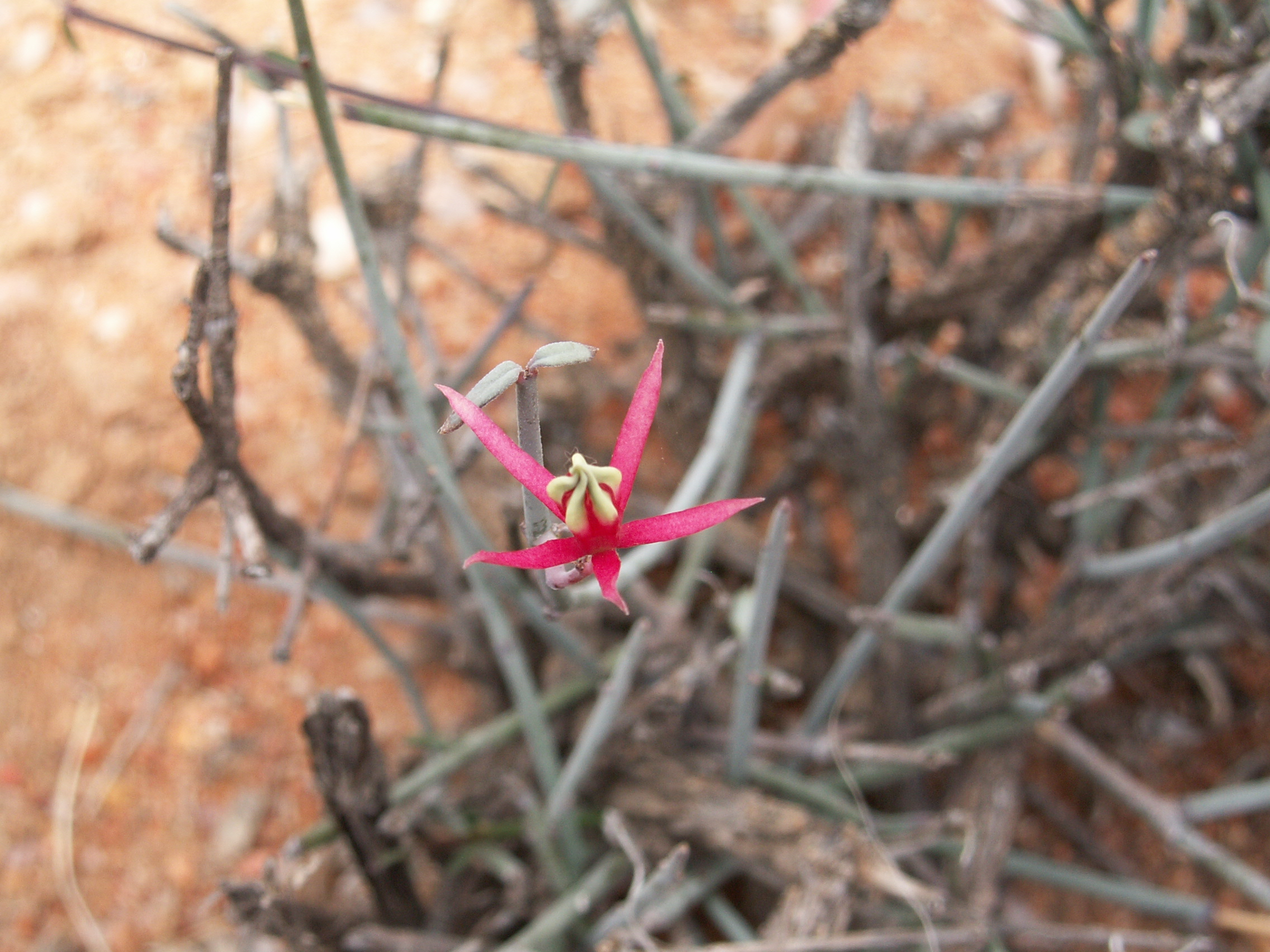
Tribus Asclepiadeae Untertribus Astephaninae: Microloma calycinum am Naturstandort: Richtersveld

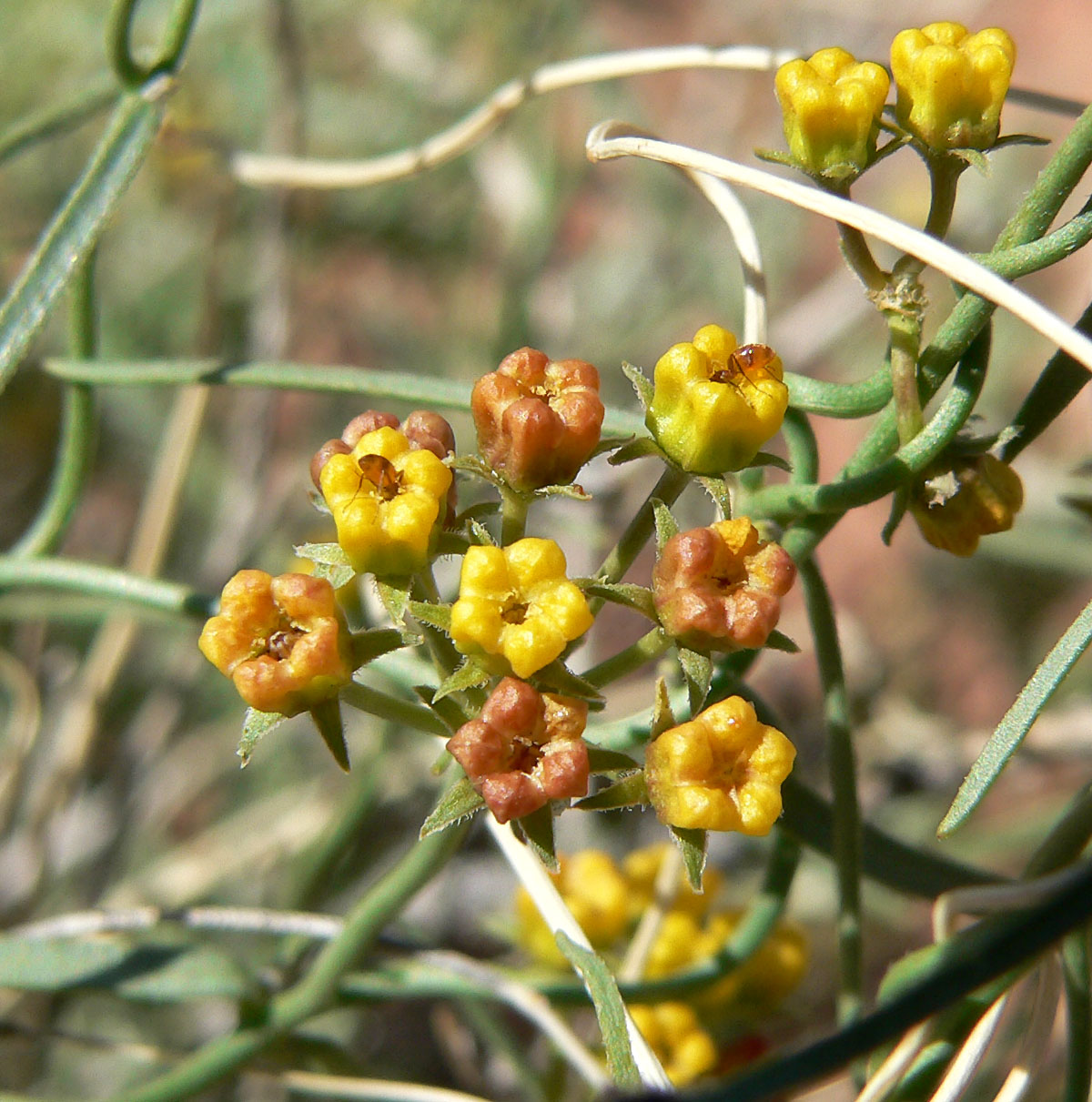
Tribus Asclepiadeae Untertribus Cynanchinae: Cynanchum utahense

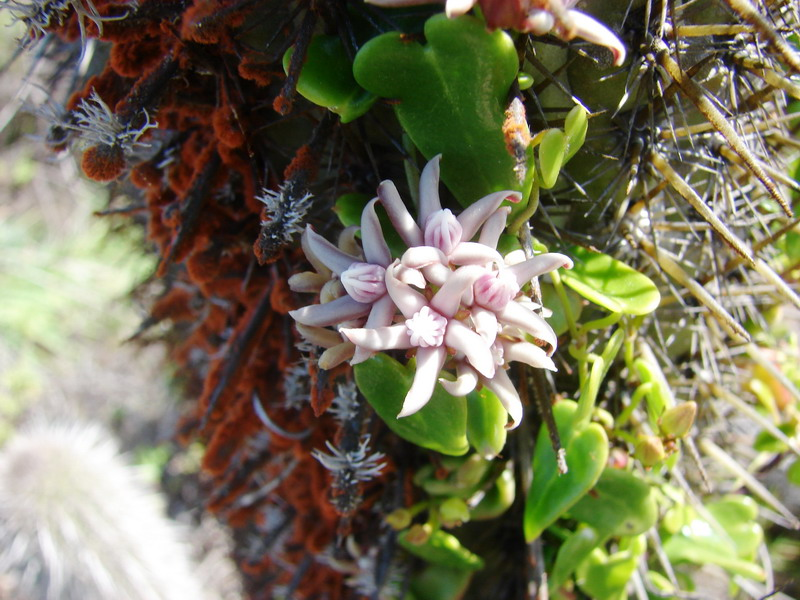
Tribus Asclepiadeae Untertribus Diplolepinae: Diplolepis boerhaviifolia

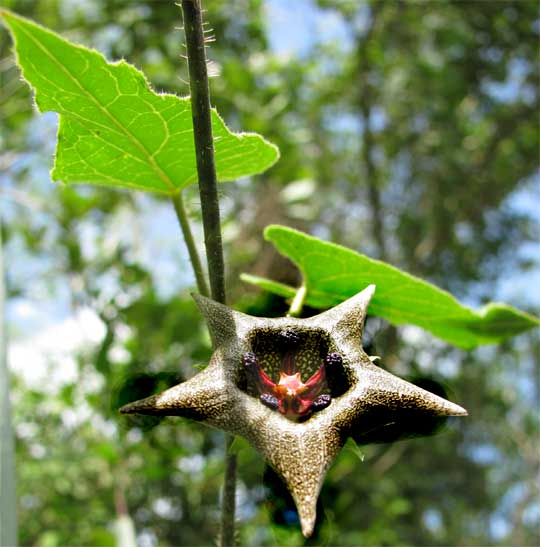
Tribus Asclepiadeae Untertribus Gonolobinae: Laubblätter und Blüte von Dictyanthus yucatanensi

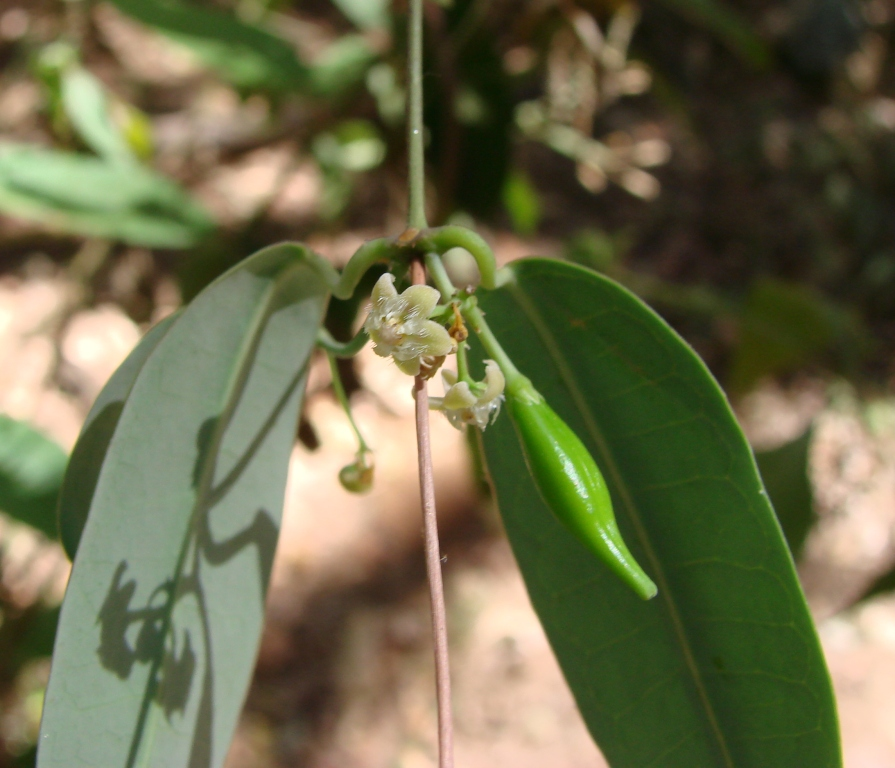
Tribus Asclepiadeae Untertribus Metastelmatinae: Laubblätter, Blütenstand und junge Frucht von Peplonia adnata

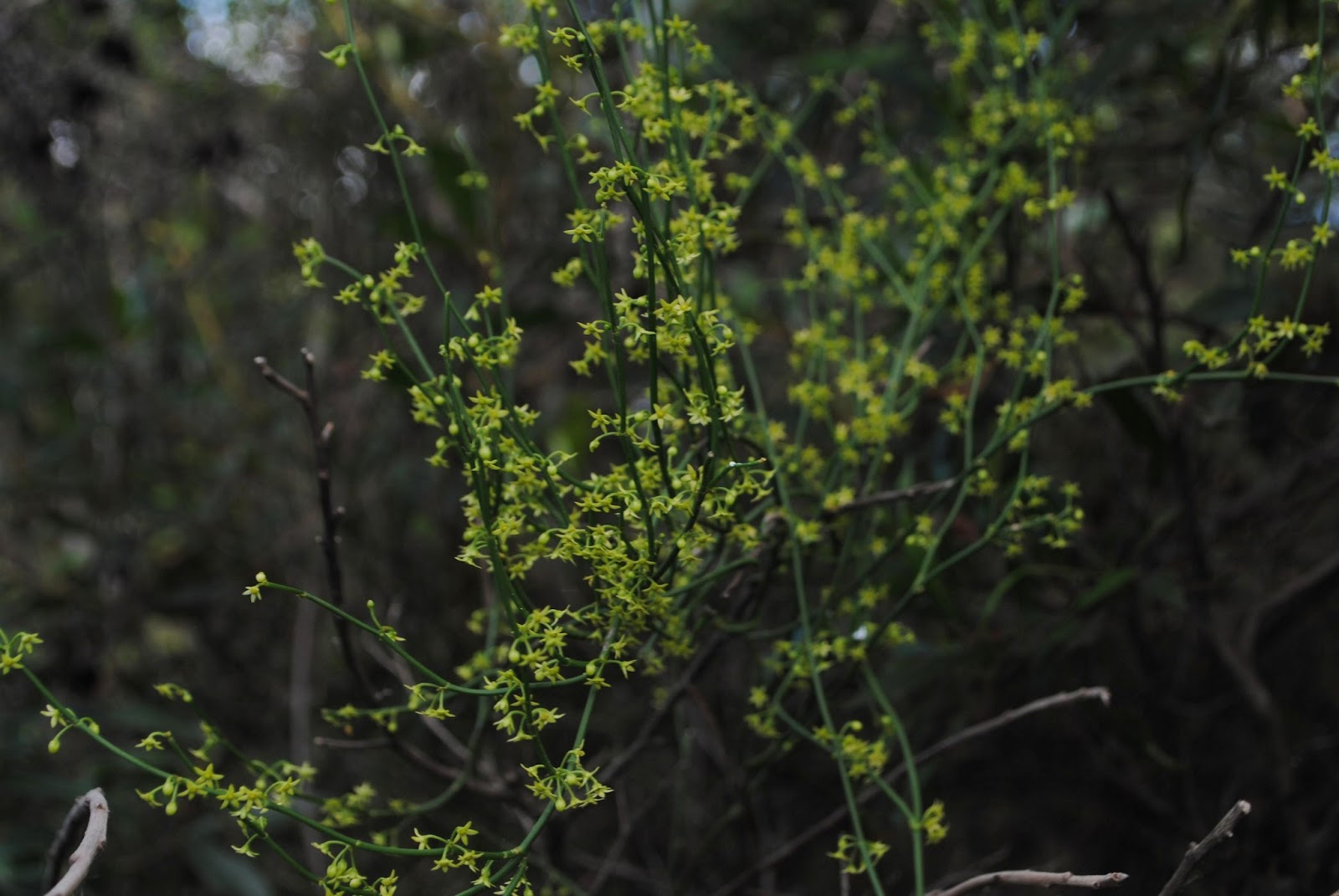
Tribus Asclepiadeae Untertribus Orthosiinae: Orthosia scoparia

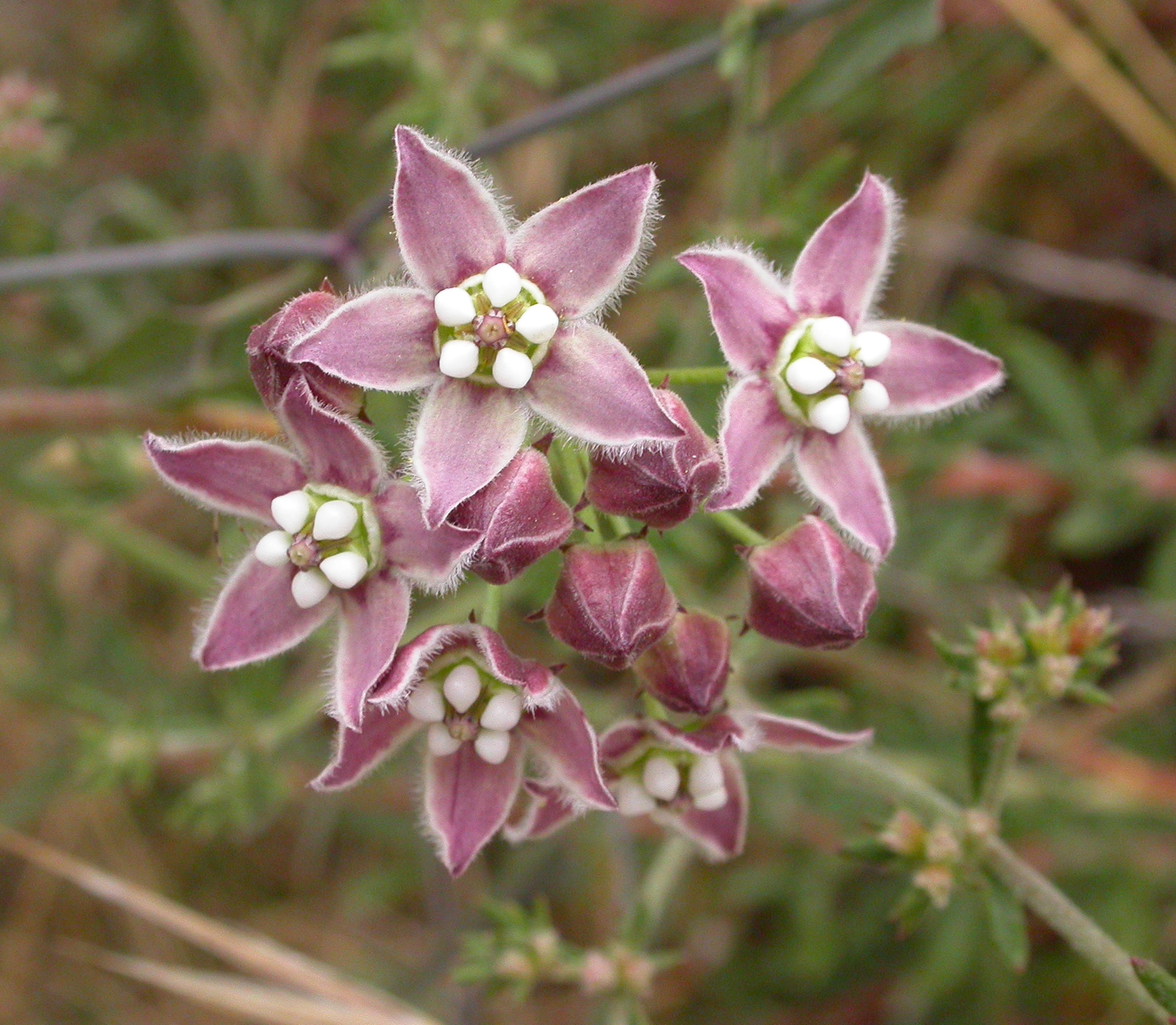
Tribus Asclepiadeae Untertribus Oxypetalinae: Funastrum cynanchoides

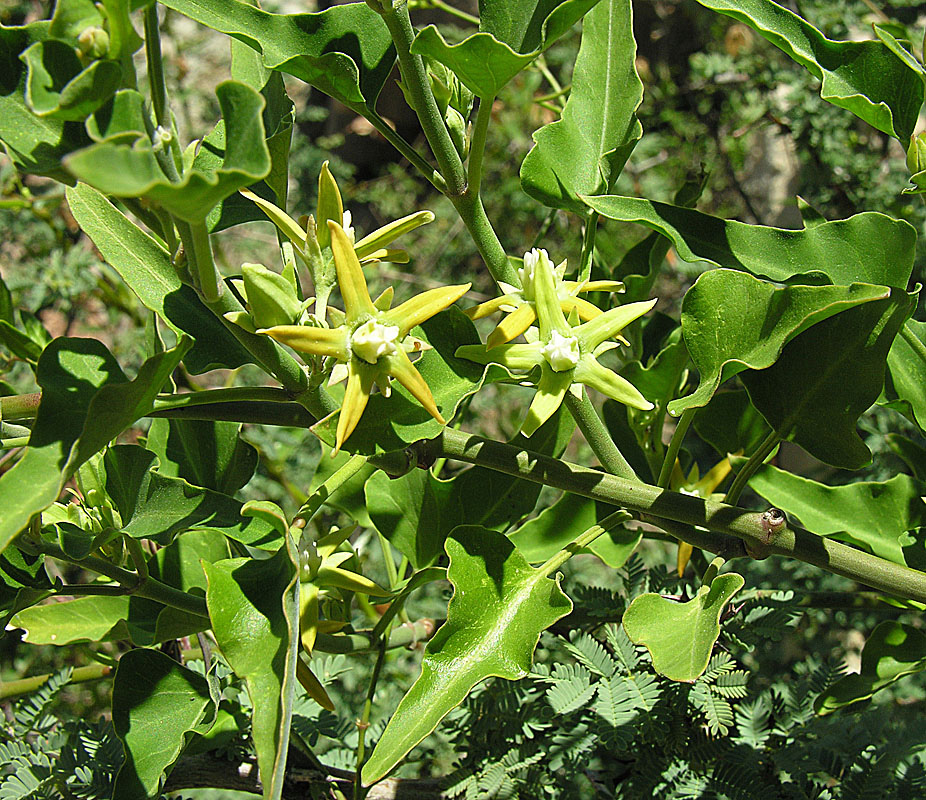
Tribus Asclepiadeae Untertribus Oxypetalinae: Laubblätter und Blüten von Morrenia odorata

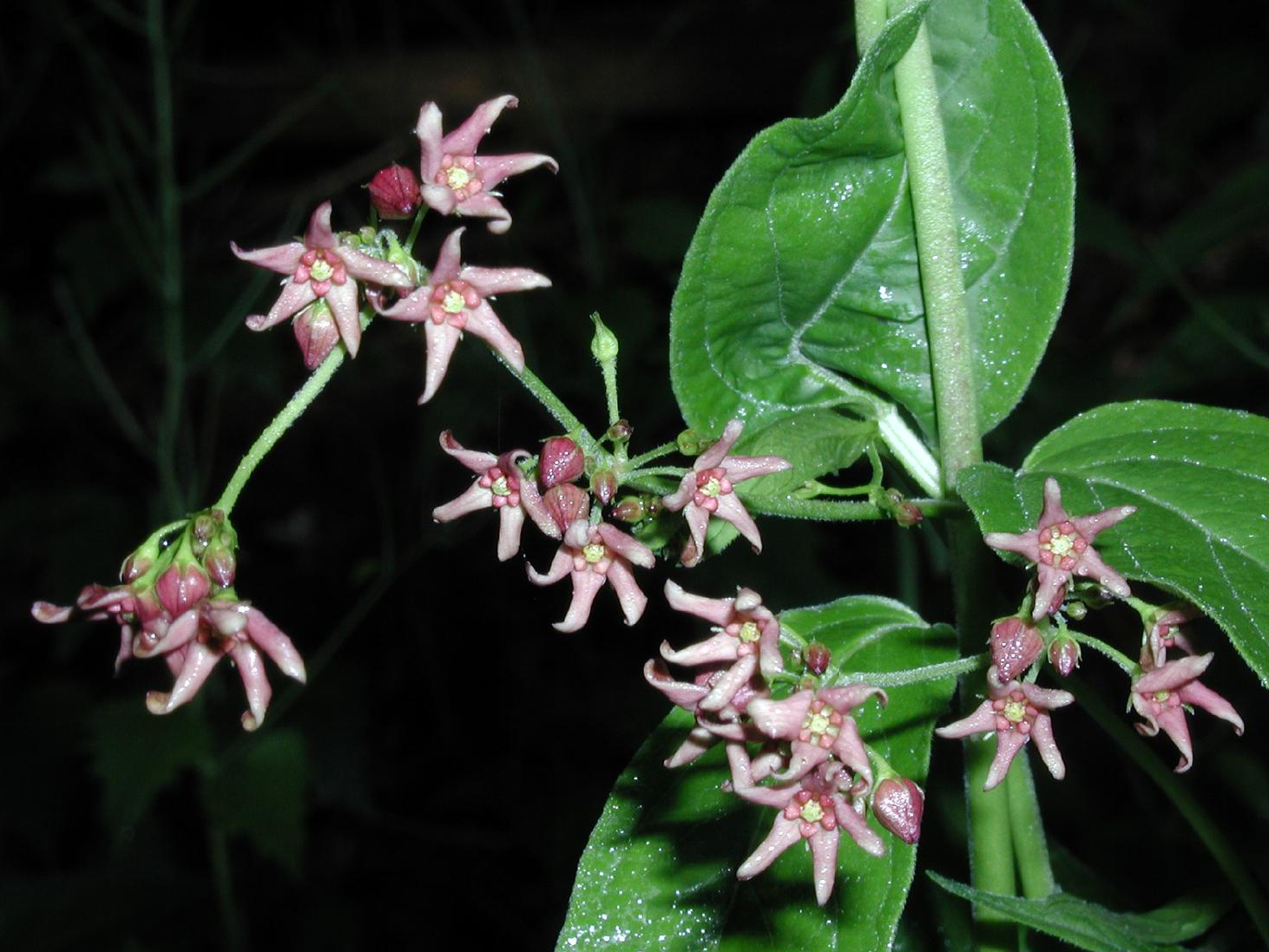
Tribus Asclepiadeae Untertribus Tylophorinae: Vincetoxicum rossicum

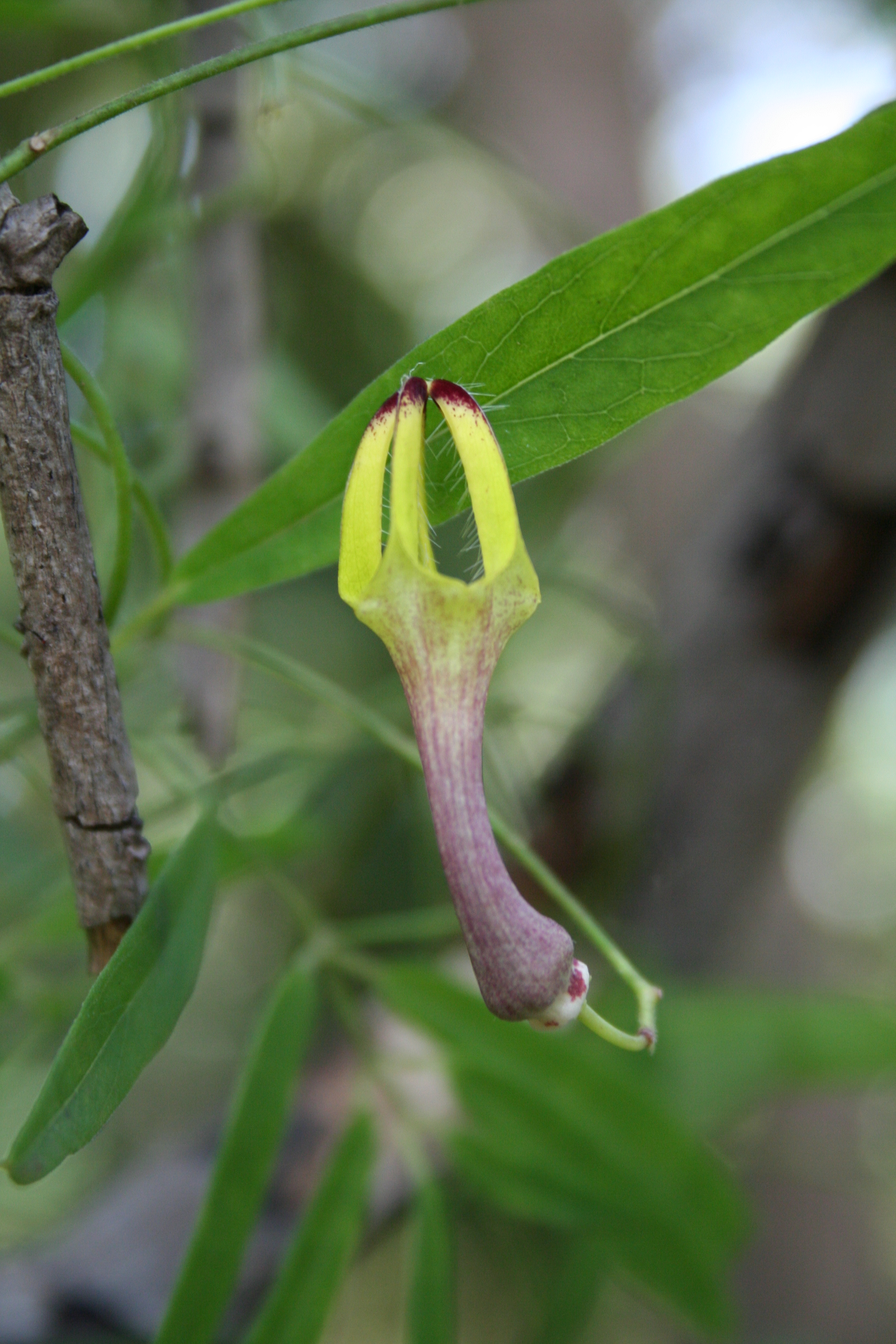
Tribus Ceropegieae Untertribus Stapeliinae: Traubige Leuchterblume (Ceropegia racemosa)

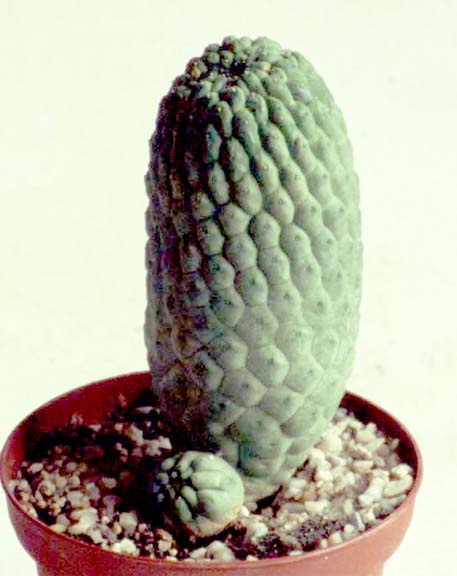
Tribus Ceropegieae Untertribus Stapeliinae: Larryleachia cactiformis

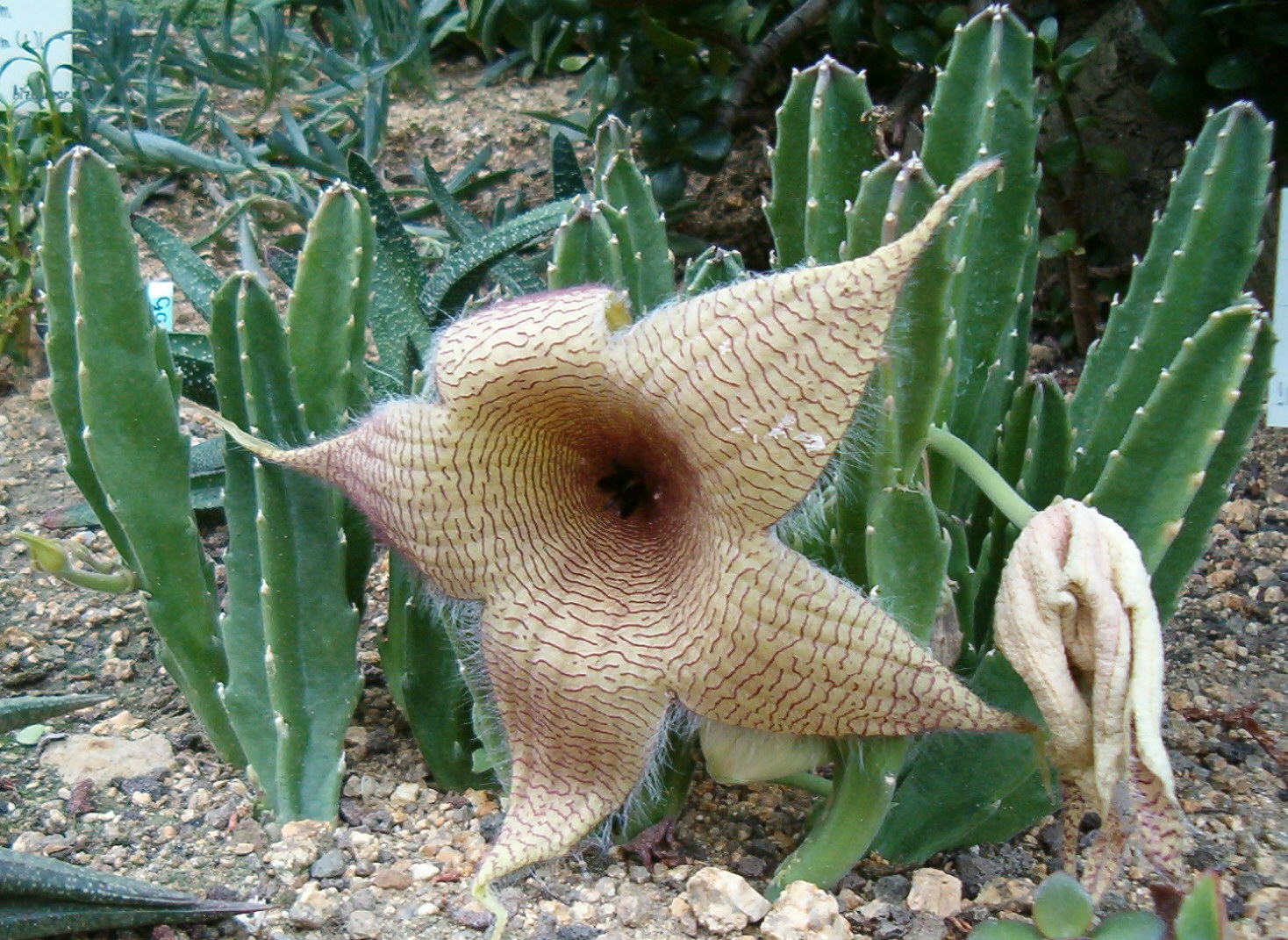
Tribus Ceropegieae Untertribus Stapeliinae: Stapelia gigantea

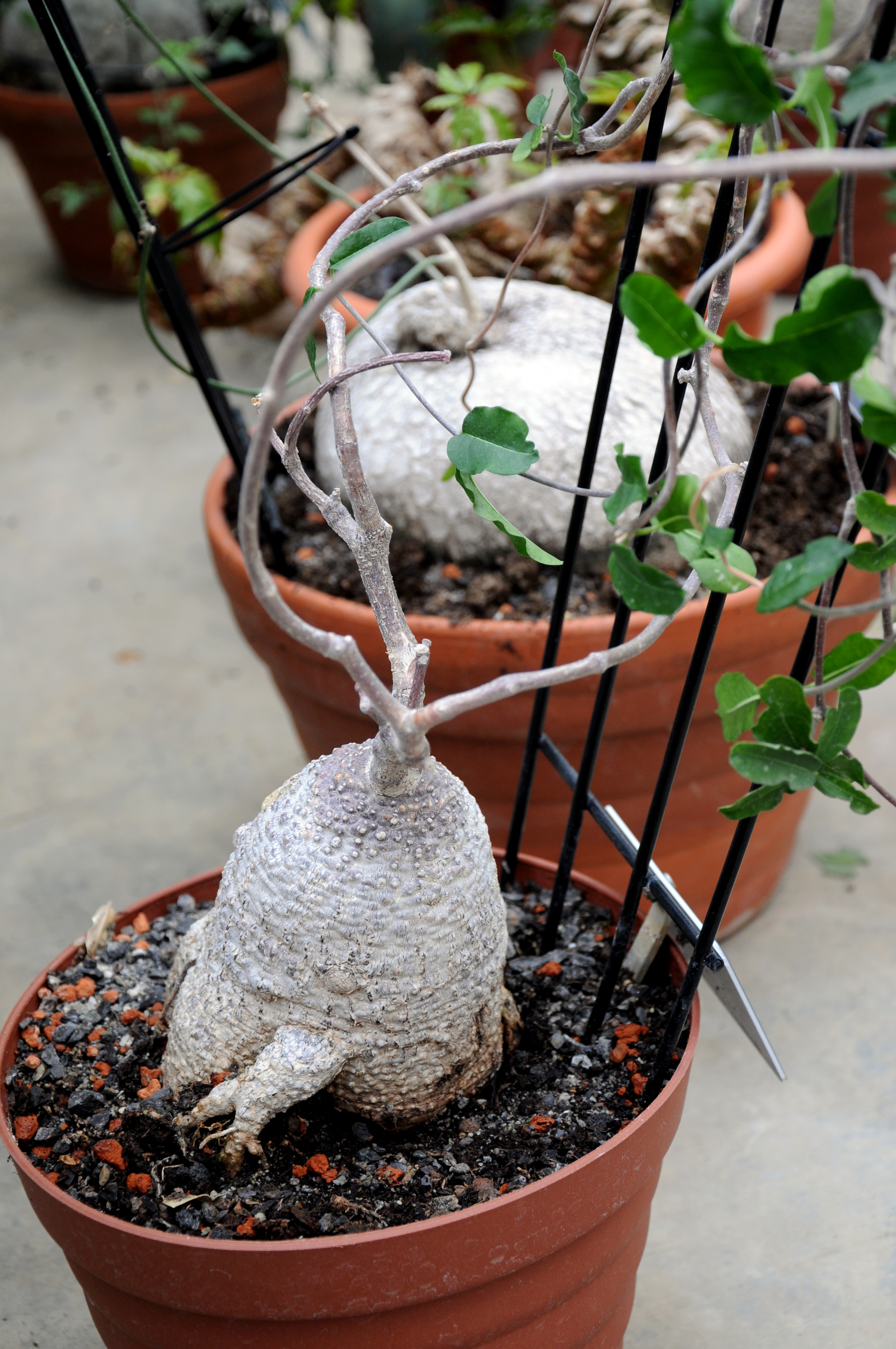
Tribus Fockeeae: Habitus von Fockea edulis

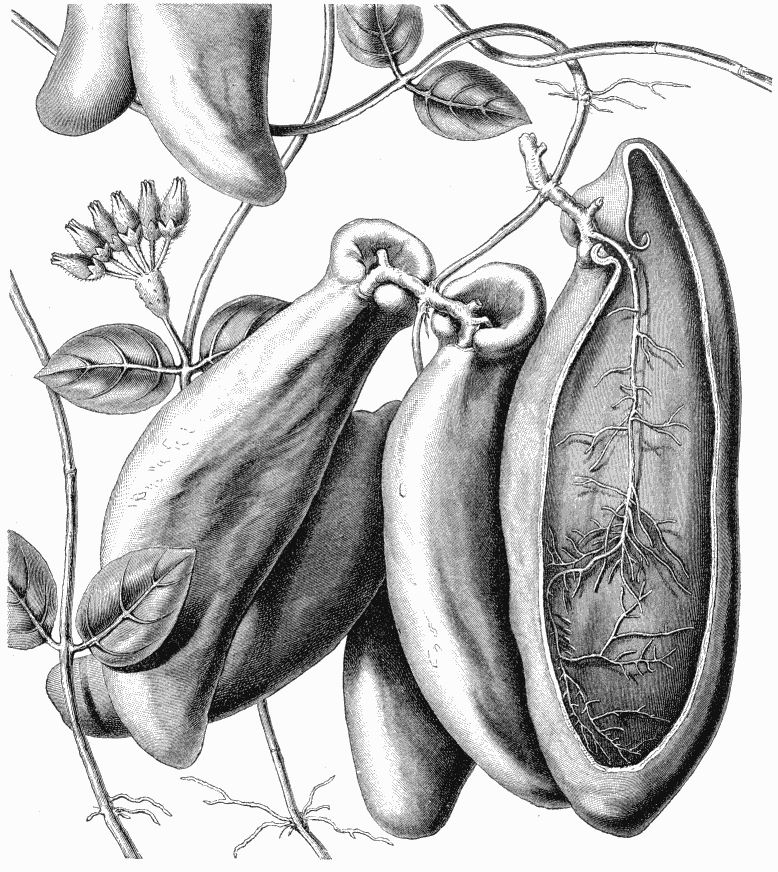
Tribus Marsdenieae: Illustration der Urnenpflanze (Dischidia rafflesiana)

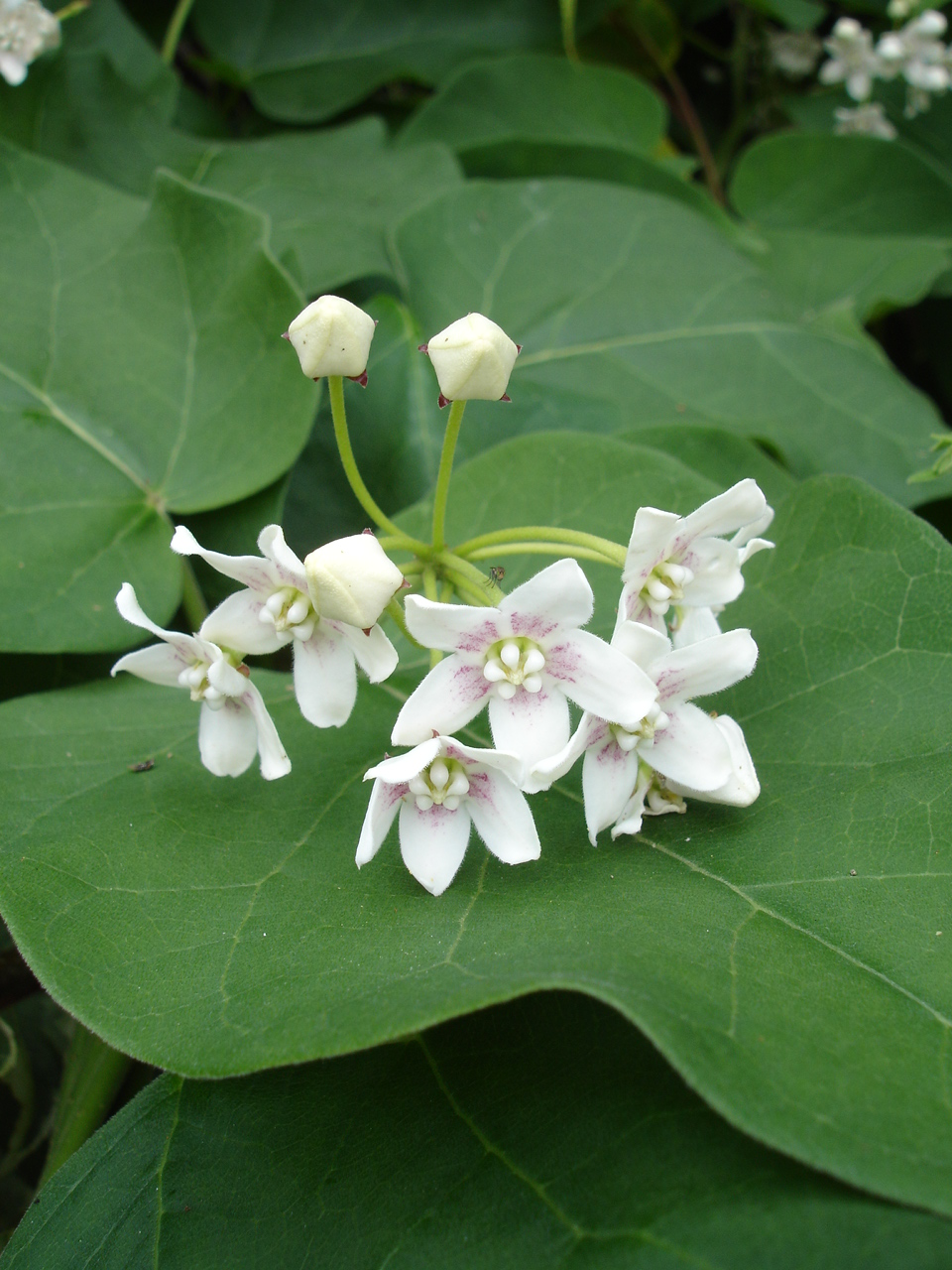
Tribus Marsdenieae: Laubblätter und Blütenstand von Dregea sinensis

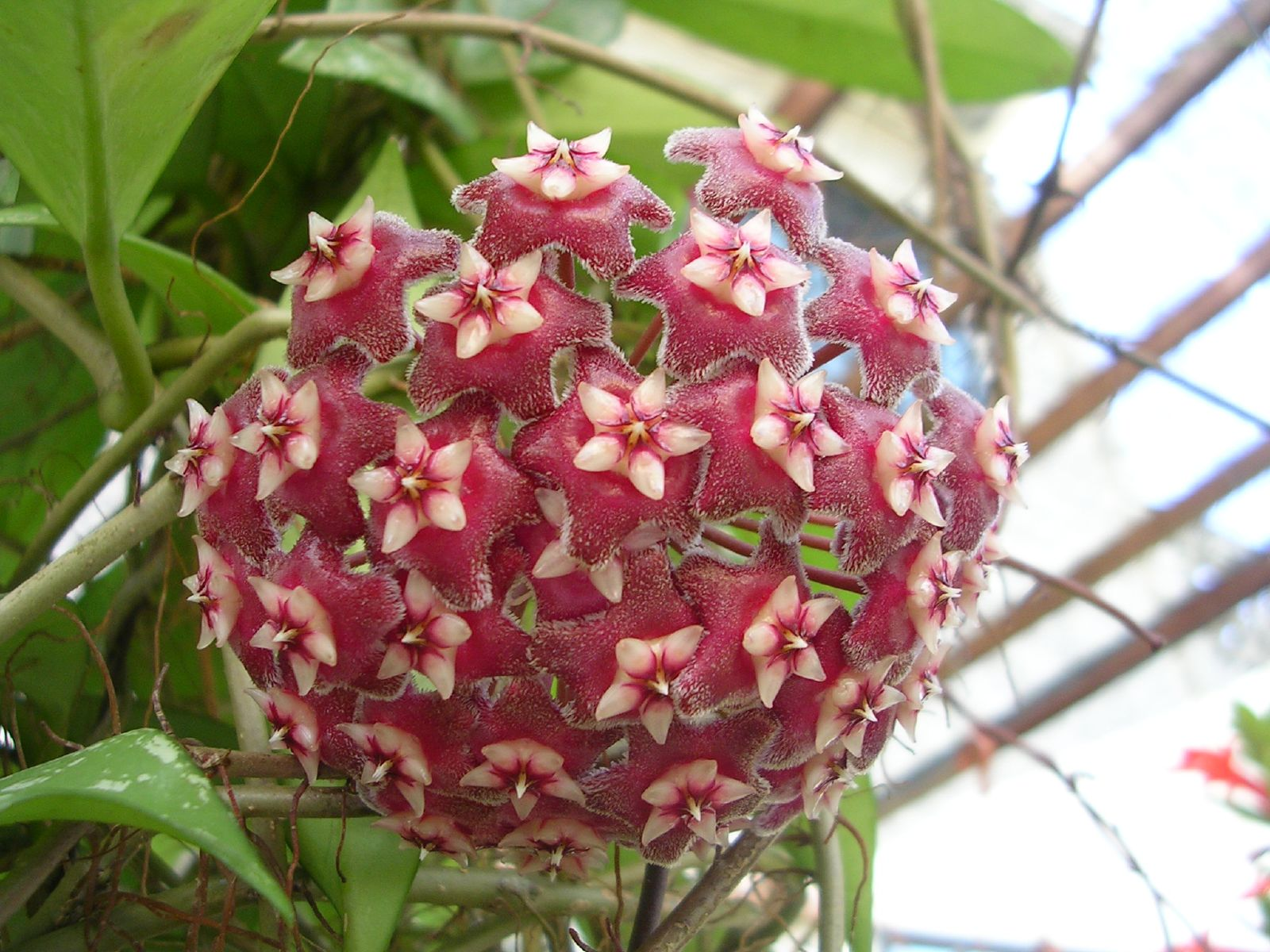
Tribus Marsdenieae: Hoya pubicalyx

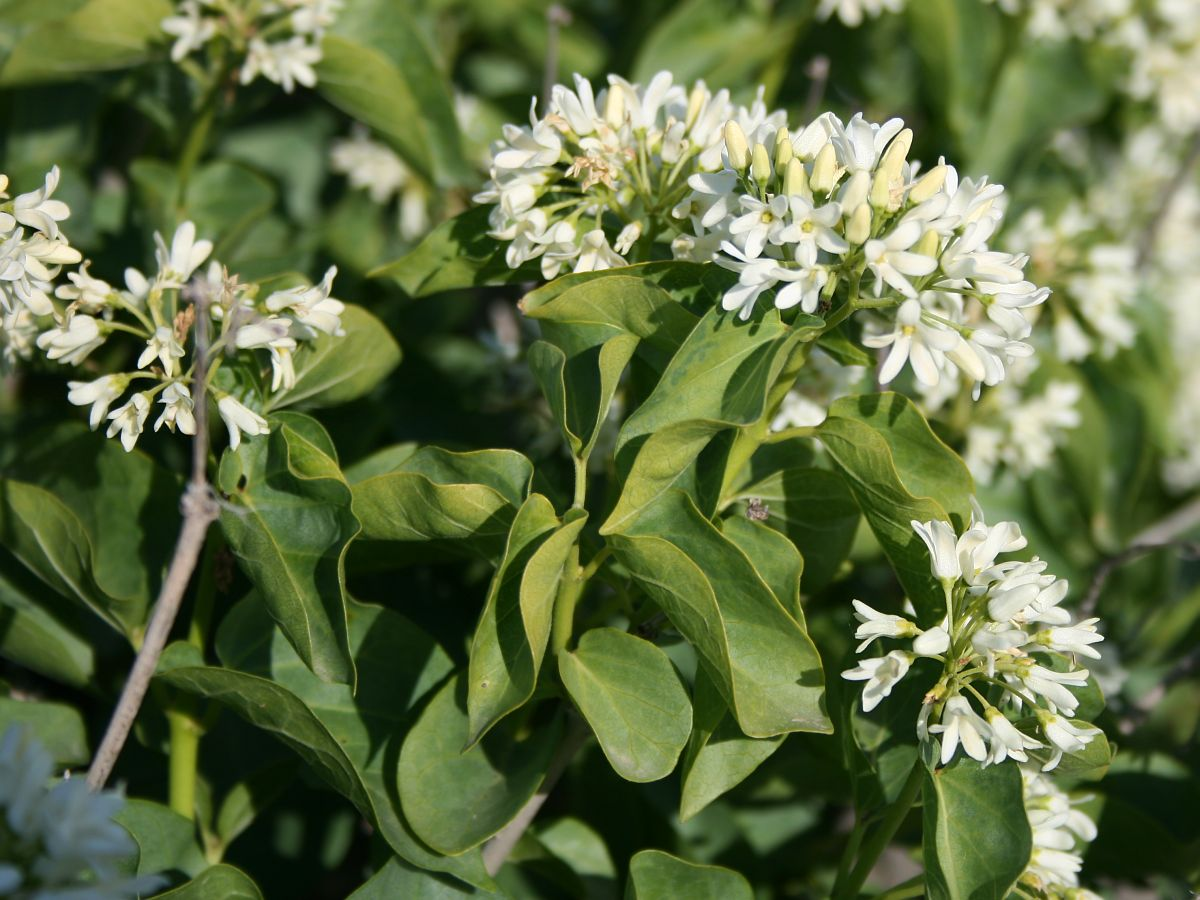
Tribus Marsdenieae: Laubblätter und Blütenstand von Cionura erecta

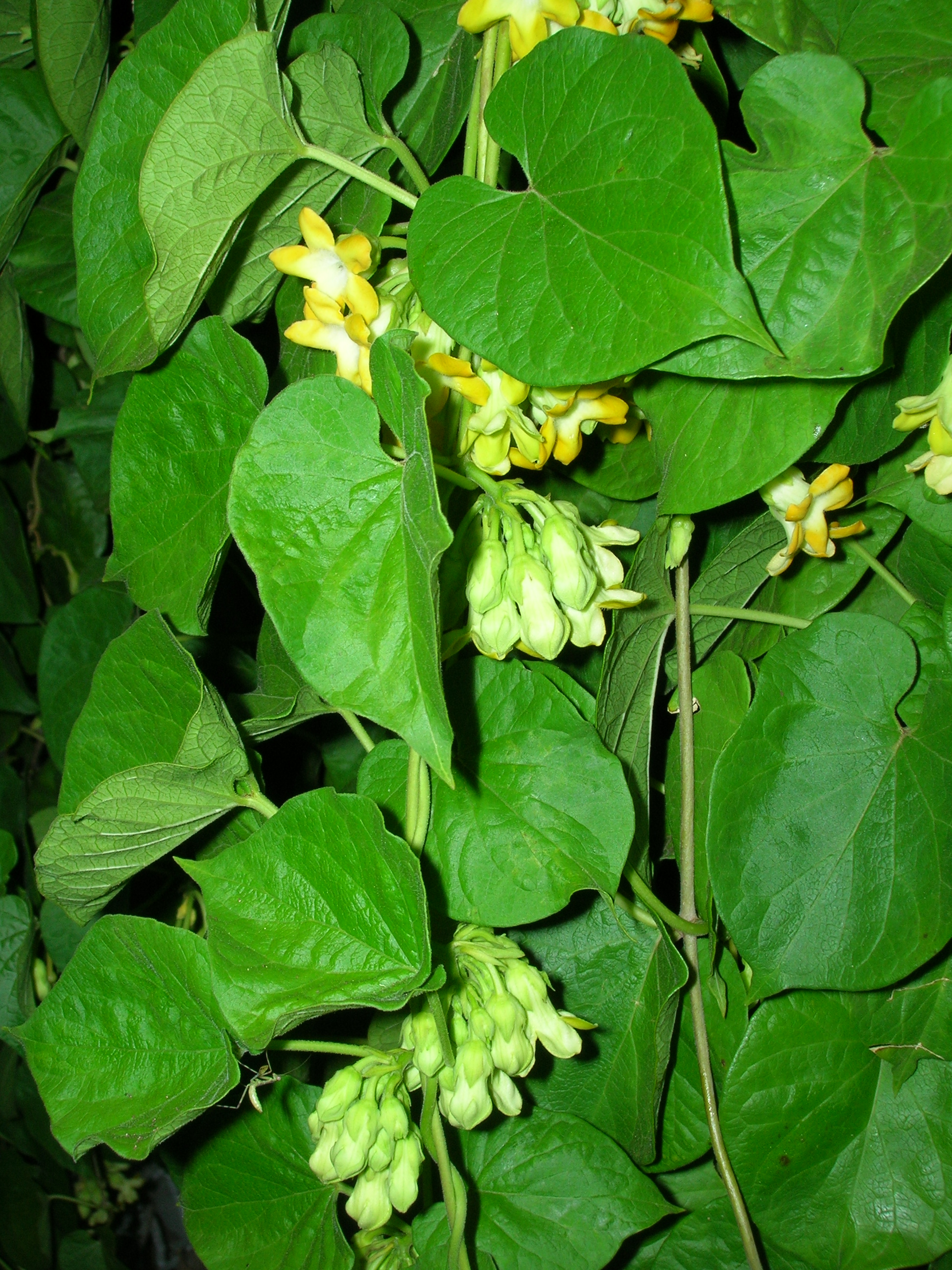
Tribus Marsdenieae: Habitus, Laubblätter und Blütenstände von Telosma cordata

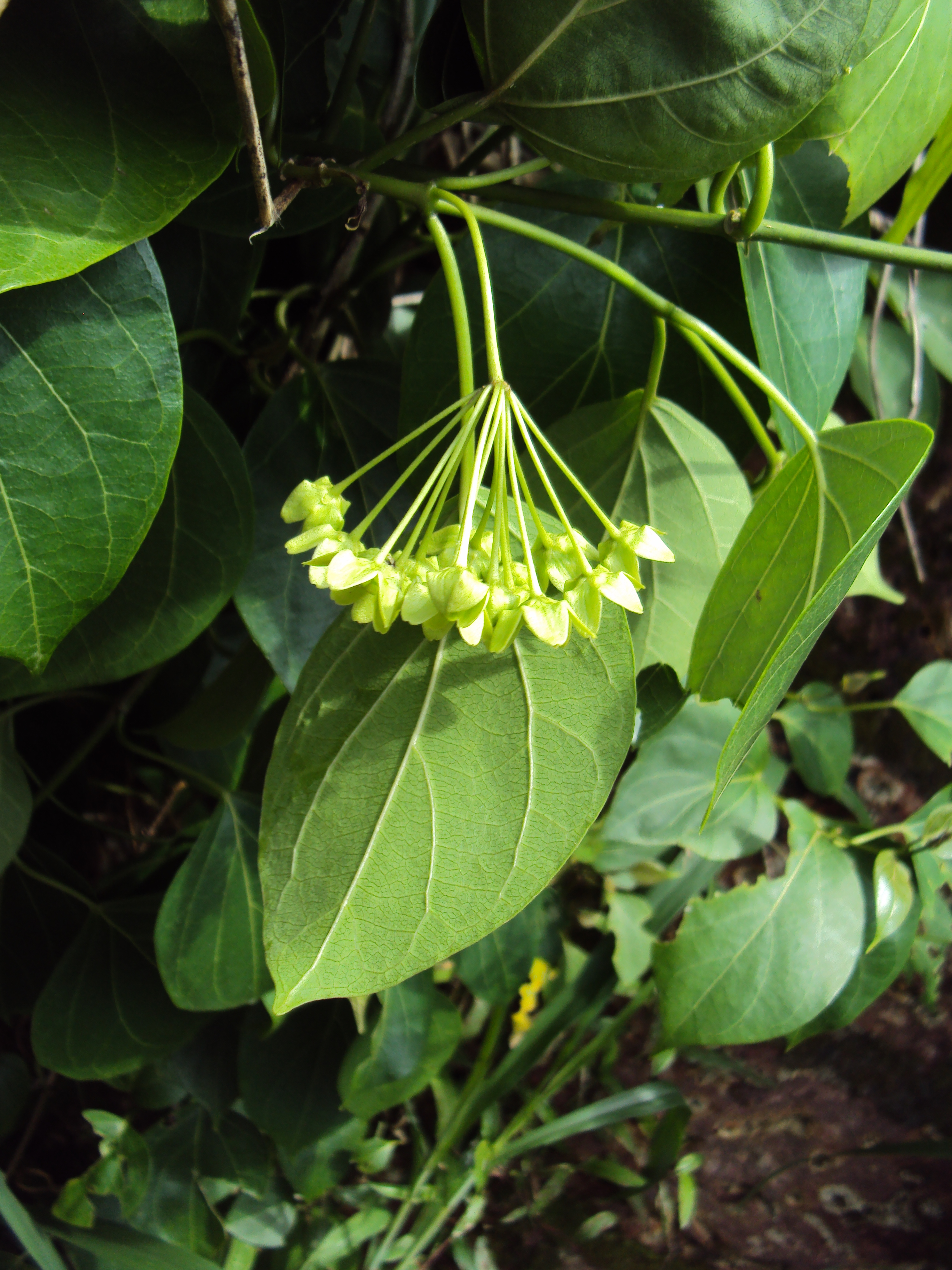
Tribus Marsdenieae: Laubblätter und Blütenstand von Wattakaka volubilis

Die ehemalige Familie Asclepiadaceae wurde 1797 durch Moritz Balthasar Borkhausen in Botanisches Wörterbuch, Band 1, S. 31 aufgestellt. Aus praktischen Gründen teilte Robert Brown 1810 die „Asclepiads“ Jussieu’s (1789) Apocineae und mit dem Umfang der eigenen Familie Asclepiadaceae. Der Name der Familie Asclepiadaceae – noch als „Asclepiadeae“ – geht auf Gilbert Thomas Burnett 1835 zurück. Typusgattung ist Asclepias L. Sie hat nach molekularbiologischen Erkenntnissen den Rang einer Unterfamilie Asclepiadoideae innerhalb der Familie der Apocynaceae (Endress & Bruyns 2000). Weitere Synonyme für Asclepiadaceae R.Br. ex Burnett sind: Cynanchoideae Luerss., Marsdenioideae Luerss.
Die Arten der Unterfamilie Asclepiadoideae sind in den tropischen und subtropischen Gebieten der Erde weitverbreitet, besonders in Afrika und im südlichen Südamerika. Im nördlichen und südöstlichen Asien kommen wenige Arten vor, aber viele kleine Gattungen. In Mitteleuropa ist nur die Schwalbenwurz (Vincetoxicum hirundinaria) heimisch, die aus Nordamerika stammende Seidenpflanze (Asclepias syriaca) kommt in Mitteleuropa verwildert und teilweise eingebürgert vor.
Die Unterfamilie Asclepiadoideae umfasst 164 bis 172 Gattungen.
Die Unterfamilie Asclepiadoideae wurde durch Endress et al. 2007 in vier Tribus mit insgesamt zwölf Untertribus gegliedert. Sie wird seit Endress et al. 2014 in fünf Tribus mit insgesamt 15 Untertribus gegliedert.:
- Tribus Asclepiadeae (R.Br.) Duby:[6] Sie wird seit 2014 in elf Untertribus gegliedert und enthält etwa 87 Gattungen:[2]
  - Untertribus Asclepiadinae Endl. ex Meisn.: Sie enthält etwa 25 Gattungen:[2]
    - Aidomene Stopp: Es gibt nur eine Art:

  - Aidomene parvula Stopp[2]
    - Asclepias L. (Synonyme: Acerates Elliott, Acerotis Raf., Anantherix Nutt., Anthanotis Raf., Asclepiodella Small, Asclepiodora A.Gray, Biventraria Small, Crassa Ruppius, Dassovia Neck., Oligoron Raf., Onistis Raf., Otanema Raf., Otaria Kunth, Oxypteryx Greene, Podostemma Greene, Podostigma Elliott, Polyotus Nutt., Schizonotus A.Gray nom. illeg., Solanoa Greene, Solanoana Kuntze orth. var., Stylandra Nutt.): Die etwa 203 Arten kommen in der Neotropis und im südlichen Afrika vor.[7]
    - Aspidoglossum E.Mey.: Die etwa 37 Arten sind vom tropischen bis südlichen Afrika verbreitet.[7]
    - Aspidoglossum E.Mey.: Hierher gehören etwa 37 Arten, die von tropischen bis zum südlichen Afrika vorkommen.[2][7]
    - Aspidonepsis Nicholas & Goyder: Die etwa fünf Arten kommen im südlichen Afrika vor.[7]
    - Calciphila Liede & Meve:[2] Sie wurde 2006 aufgestellt. Die nur zwei Arten kommen nur in Somalia vor.[7]
    - Calotropis R.Br.: Die etwa drei Arten kommen in Makaronesien, vom tropischen bis subtropischen Afrika und vom tropischen bis subtropischen Asien vor.[7]
    - Cordylogyne E.Mey.: Es gibt nur eine Art:
      - Cordylogyne globosa E.Mey.: Sie kommt im südlichen Afrika vor.[7]

    - Fanninia Harv.: Es gibt nur eine Art:
      - Fanninia caloglossa Harv.: Sie kommt vom Ostkap bis KwaZulu-Natal vor.[7][8]

    - Glossostelma Schltr.: Die etwa zwölf Arten kommen von Gabun bis Tansania und im südlichen tropischen Afrika vor.[7]
    - Gomphocarpus R.Br.: Die etwa 20 Arten kommen vom tropischen bis zum südlichen Afrika und auf der Arabischen Halbinsel vor.[7]
    - Kanahia R.Br.: Die etwa zwei Arten kommen vom tropischen bis ins südlichen Afrika und auf der Arabischen Halbinsel vor.[7]
    - Margaretta Oliv.: Es gibt nur eine Art, Margaretta rosea Oliv. mit acht Unterarten:
      - Margaretta rosea Oliv. subsp. rosea: Sie kommt von Kamerun bis zum südlichen Sudan und Tansania vor.[7]
      - Margaretta rosea subsp. bidens Bullock: Sie kommt in Tansania vor.[7]
      - Margaretta rosea subsp. corallina Goyder: Sie kommt nur im westlichen Tansania vor.[7]
      - Margaretta rosea subsp. cornetii (Dewèvre) Goyder: Sie kommt vom westlichen Tansania bis Sambia vor.[7]
      - Margaretta rosea subsp. kilimanjarica Goyder: Sie kommt vom südlichen Kenia bis zum nördlichen Tansania vor.[7]
      - Margaretta rosea subsp. occidentalis Goyder: Sie kommt vom nördlichen Nigeria bis Kamerun vor.[7]
      - Margaretta rosea subsp. orbicularis (N.E.Br.) Goyder: Sie kommt vom südwestlichen Tansania bis Sambia vor.[7]
      - Margaretta rosea subsp. whytei (K.Schum.) Mwany.: Sie kommt vom südlichen Tansania bis zum südlichen tropischen Afrika vor.[7]

    - Miraglossum Kupicha: Die etwa sieben Arten kommen im südlichen Afrika vor.[7]
    - Odontostelma Rendle[2] Es gibt etwa zwei Arten.
    - Oxystelma R.Br.[2] Die etwa zwei Arten sind im tropischen und subtropischen Afrika, Asien und Australien verbreitet.[7]
    - Pachycarpus E.Mey.: Die etwa 39 Arten kommen vom tropischen bis südlichen Afrika vor.[7]
    - Parapodium E.Mey.: Die etwa drei Arten kommen im südlichen Afrika vor.[7]
    - Pergularia L.: Die etwa zwei Arten kommen vom tropischen bis südlichen Afrika, auf der Sinaihalbinsel, auf der Arabischen Halbinsel und vom Iran bis Indien sowie Indochina vor.[7]
    - Schizoglossum E.Mey. (Syn.: Lagarinthus E.Mey.): Die etwa 28 Arten kommen vom tropischen bis südlichen Afrika vor.[7]
    - Solenostemma Hayne:[2] Es gibt nur eine Art:[7]
      - Solenostemma oleifolium (Nectoux) Bullock & E.A.Bruce ex Maire: Sie kommt von der Sahara bis ins nordwestliche Saudi-Arabien.[7]

    - Stathmostelma K.Schum.: Die etwa 14 Arten von kommen von Kamerun bis Äthiopien und Botswana vor.[7]
    - Stenostelma Schltr.: Die zwei oder drei Arten kommen im südlichen Afrika vor.[7]
    - Trachycalymma (K.Schum.) Bullock[2] Es gibt bis zu zehn Arten im tropischen Afrika. Sie werden von manchen Autoren in die Gattung Asclepias eingeordnet.[7]
    - Woodia Schltr.: Die etwa drei Arten kommen im südlichen Afrika vor.[7]
    - Xysmalobium R.Br.: Die etwa 42 Arten kommen vom tropischen bis südlichen Afrika vor.[7]
      - Uzara (Xysmalobium undulatum (L.) W.T.Aiton): Aus dem südlichen und östlichen Afrika.

  - Untertribus Astephaninae Endl. ex Meisn.: Sie enthält nur drei Gattungen und kommt nur in Südafrika vor:[2]
    - Astephanus R.Br.: Die etwa drei Arten kommen in den südafrikanischen Provinzen Nord-, Ost- und Westkap vor.[9]
    - Microloma R.Br.: Die etwa elf Arten kommen im südlichen Afrika vor.[7]
    - Oncinema Arn.: Es gibt nur eine Art:
      - Oncinema lineare (L. f.) Bullock: Sie kommt in der Capensis vor.[7]

  - Untertribus Cynanchinae K.Schum.: Sie enthält etwa 13 Gattungen:[2]
    - Adelostemma Hook. f.: Die drei Arten werden auch zu Cynanchum  gestellt.[7]
    - Cynanchum L. (Syn.: Seshagiria Ansari & Hemadri): Sie umfasst etwa 255 Arten. Sie kommen in den Tropen und Subtropen und von der Ukraine bis in die gemäßigten Gebiete Asiens vor.[7]
    - Glossonema Decne.: Sie wird von manchen Autoren zu Cynanchum gestellt.[7]
    - Graphistemma (Champ. ex Benth.) Champ. ex Benth.: Sie umfasst nur eine Art, die auch zu Cynanchum gestellt wird.[7]
    - Holostemma R.Br.: Die Arten werden von manchen Autoren auch zu Cynanchum gestellt.[7]
    - Mahawoa Schltr.: Es gibt nur eine Art:
      - Mahawoa montana Schltr.: Sie kommt auf Sulawesi vor.[7]

    - Metaplexis R.Br.: Die Arten werden von manchen Autoren auch zu Cynanchum gestellt.[7]
    - Odontanthera Wight: Es gibt nur eine Art:
      - Odontanthera radians (Forssk.) D.V.Field: Sie kommt vom nördlichen Somalia bis zur südwestlichen Arabischen Halbinsel vor.[7]

    - Pentarrhinum E.Mey.: Die Arten werden von manchen Autoren auch zu Cynanchum gestellt.[7]
    - Pentastelma Tsiang & P.T.Li: Es gibt nur eine Art:
      - Pentastelma auritum Y.Tsiang & P.T.Li: Sie kommt auf Hainan vor.[7]

    - Raphistemma Wall.: Die Arten werden von manchen Autoren auch zu Cynanchum gestellt.[7]
    - Schizostephanus Hochst. ex Benth.: Die etwa zwei Arten kommen von Eritrea bis ins südliche Afrika vor.[7]
    - Sichuania M.G.Gilbert & P.T.Li: Hierher gehört nur eine Art, die in Sichuan vorkommt und als Cynanchum alternilobum (M.G.Gilbert & P.T.Li) Liede & Khanum zu Cynanchum gestellt wird.[7]

  - Untertribus Diplolepinae Liede & Meve: Sie wurde 2014 aufgestellt und enthält nur eine Gattung:[2]
    - Diplolepis R.Br. (Syn.: Sonninia Rchb., Grisebachiella Lorentz): Die etwa 14 Arten sind in Chile und Argentinien verbreitet.[7] Es handelt sich um kletternde Halbsträucher mit weißem Milchsaft.

  - Untertribus Gonolobinae (G.Don) Liede:[10] Sie enthält seit 2015 etwa 15 Gattungen mit etwa 300 Arten:
    - Anemotrochus Mangelsdorff, Meve & Liede: Sie wurde 2016 aufgestellt und kommt nur auf karibischen Inseln vor. Von den drei Arten kommt eine auf den Bahamas, auf Kuba, Jamaika, Hispaniola und auf vielen kleinen Inseln vor. Eine andere kommt nur auf Kuba und eine dritte nur auf Hispaniola vor.[11]
    - Fischeria DC.: Die etwa acht Arten sind von Mexiko bis ins tropischen Südamerika verbreitet.[2][7]
    - Gonolobus Michx.: Hierher gehören etwa 119 Arten, die von den Vereinigten Staaten bis ins tropische Amerika vorkommen.[7][2]
    - Gyrostelma E.Fourn.: Es gibt nur eine Art:[2]
      - Gyrostelma oxypetaloides E.Fourn.: Sie kommt nur im zentralen Brasilien vor.[7]

    - Ibatia Decne.: Die etwa 26 Arten[2] sind von Panama bis ins tropische Südamerika und auf karibischen Inseln verbreitet.[7]
    - Lachnostoma Kunth: Die etwa elf Arten[2] kommen von Venezuela bis ins westliche Südamerika vor.[7]
    - Macroscepis Kunth: Die etwa 16 Arten.[2] sind vom südlichen Mexiko bis ins tropische Südamerika verbreitet.[7]
    - Matelea Aubl.[2] (Syn.: Matella Bartl. orth. var., Amphorella Brandegee, Austrochthamalia Morillo & Fontella, Callaeolepium H.Karst., Chthamalia Decne., Coelostelma E.Fourn., Cyclodon Small, Dictyanthus Decne., Edisonia Small, Heliostemma Woodson, Himantostemma A.Gray, Jacaima Rendle, Labidostelma Schltr., Lhotzkyella Rauschert, Malinvaudia E.Fourn., Microdactylon Brandegee, Odontostephana Alexander, Omphalophthalma H.Karst., Pachystelma Brandegee, Peckoltia E.Fourn., Poicilla Griseb., Poicillopsis Schltr., Prosthecidiscus Donn.Sm., Pulvinaria E.Fourn. nom. illeg., Pycnobregma Baill., Rothrockia A.Gray, Rytidoloma Turcz., Tetracustelma Baill., Trichosacme Zucc., Tympananthe Hassk., Urostephanus B.L.Rob. & Greenm.) Die etwa 279 Arten sind in der Neuen Welt verbreitet.[7]
    - Phaeostemma E.Fourn.: Die etwa sieben Arten[2] kommen im nördlichen Südamerika und vom südlichen und südöstlichen Brasilien bis ins nordöstliche Argentinien vor.[7]
    - Pherotrichis Decne.: Die vier Arten[2] kommen von Mexiko bis Guatemala vor.[7]
    - Pseudolachnostoma Morillo: Die etwa acht Arten[2] kommen von Nicaragua bis Brasilien und Peru vor.[7]
    - Rhytidostemma Morillo: Die etwa acht Arten[2] kommen von Panama bis ins tropische Südamerika vor.[7]
    - Rojasia Malme: Die nur zwei Arten[2] kommen von Bolivien bis ins nordöstliche Argentinien vor.[7]
    - Schubertia Mart. nom. cons. non Mirb.: Die etwa sechs Arten[2] kommen von Kolumbien bis Brasilien und zum nordöstlichen Argentinien vor.[7]
    - Stelmagonum Baill.: Es gibt nur eine Art:[2]
      - Stelmagonum hahnianum Baill.: Sie kommt nur im mexikanischen Bundesstaat Guerrero vor.[7]

    - Tylodontia Griseb.:[2] Von den vier Arten ist eine ein Endemit im westlichen Kuba und drei sind Endemiten im östlichen Kuba.[11]

  - Untertribus Metastelmatinae Endl. ex Meisn.:[10] Die größte Artenvielfalt weist sie in der Bergregionen des nördlichen Südamerikas, im zentralen Brasilien und auf Karibischen Inseln auf. Sie enthält etwa 12 Gattungen mit bis zu 260 Arten:[10][2]
    - Barjonia Decne.: Die etwa sieben Arten kommen von Bolivien über Brasilien bis Suriname vor.[7]
    - Blepharodon Decne.: Sie enthält 2012 nur noch zwei Arten in Südamerika.[10]
    - Ditassa R.Br. (Syn.: Calathostelma E.Fourn., Husnotia E.Fourn.): Die etwa 112 Arten sind im tropischen Südamerika verbreitet.[7]
    - Hemipogon Decne.: Die etwa 14 Arten kommen von Paraguay bis Peru und Brasilien vor.[7]
    - Hypolobus E.Fourn.: Sie enthält nur eine Art:
      - Hypolobus infractus E.Fourn.: Sie kommt nur im Mata Atlântica im brasilianischen Bundesstaat Bahía vor.[7]

    - Metastelma R.Br. (Syn.: Acrocoryne Turcz., Basistelma Bartlett, Decastelma Schltr., Epicion (Griseb.) Small, Esmeraldia E.Fourn., Irmischia Schltdl., Stelmation E.Fourn., Tainionema Schltr.): Die etwa 102 Arten sind in der Neotropis weitverbreitet.[7]
    - Minaria T.U.P.Konno & Rapini: Sie wurde 2006 aufgestellt. Die etwa zwölf Arten kommen von Bolivien über Brasilien bis zum nordöstlichen Argentinien vor.[7]
    - Nautonia Decne.: Sie enthält nur eine Art:[7]
      - Nautonia nummularia Decne.: Sie kommt von Brasilien bis zum nordöstlichen Argentinien vor.[7]

    - Nephradenia Decne.: Die etwa fünf Arten sind im tropischen Südamerika verbreitet.[7]
    - Peplonia Decne. (Syn.: Gonioanthela Malme, Macroditassa Malme): Die 6 bis 14 Arten kommen von Bolivien bis Peru und über Paraguay bis Brasilien vor.[7]
    - Petalostelma E.Fourn. non R.Br: Die etwa sieben Arten kommen in Brasilien und Argentinien vor.
    - Rhyncharrhena F.Muell.[2]: Es gibt nur eine Art:
      - Rhyncharrhena linearis (Decne.) K.L.Wilson: Sie kommt in Australien vor.[7]

  - Untertribus Orthosiinae Liede & Rapini:[10] Sie wurde 2005 aufgestellt und enthält etwa vier Gattungen mit etwa 80 Arten:[12][2]
    - Jobinia E.Fourn.: Die etwa 25 Arten kommen vom Mexiko bis Honduras und vom westlichen und südlichen Südamerika bis Brasilien vor.[7]
    - Monsanima Liede & Meve: Sie wurde 2013 aufgestellt und enthält seit 2014 zwei Arten[7]:
      - Monsanima morrenioides (Goyder) Liede & Meve: Dieser Endemit kommt nur am Pico das Almas im brasilianischen Bundesstaat Bahía vor.
      - Monsanima tinguaensis R.Santos & Fontella: Sie wurde aus dem brasilianischen Bundesstaat Rio de Janeiro 2014 erstbeschrieben.[7]

    - Orthosia Decne.: Die etwa 38 Arten sind von Florida und Mexiko bis Argentinien und Uruguay weitverbreitet.[7]
    - Scyphostelma Baill.: Die 28 bis 50 Arten kommen von Costa Rica bis Venezuela und Bolivien vor.[7]

  - Untertribus Oxypetalinae K.Schum.:[10] Sie hat 2014 etwa sieben Gattungen[2] enthalten, von denen zwei 2015 zu Synonymen wurden, also nur noch fünf Gattungen; mit etwa 150 bis 185 Arten:
    - Araujia Brot. (Syn.: Choristigma Kurtz ex Heger nom. illeg., Hickenia Lillo, Lagenia E.Fourn., Pentaphragma Zucc. ex Rchb. nom. nud., Physianthus Mart., Stuckertia Kuntze): Die etwa sechs Arten sind von Bolivien über Brasilien bis Argentinien verbreitet.[7]
    - Funastrum E.Fourn.:[2] Die etwa 21 Arten sind von den Vereinigten Staaten bis Südamerika weitverbreitet.[7]
    - Oxypetalum R.Br. (Syn.: Gothofreda Vent. nom. rej., Amblyopetalum (Griseb.) Malme, Bustelma E.Fourn., Calostigma Decne., Corollonema Schltr., Cystostemma E.Fourn., Dactylostelma Schltr., Metoxypetalum Morillo, Morrenia Lindl. Pachyglossum Decne., Rhyssostelma Decne., Schistogyne Hook. & Arn., Schizostemma Decne., Widgrenia Malme): Die seit 2015 etwa 132 Arten sind in der Neotropis weitverbreitet.[13]
    - Philibertia Kunth (Syn.: Amblystigma Benth., Aphanostelma Malme nom. illeg., Brachylepis Hook. & Arn. nom. illeg., Lugonia Wedd., Fontellaea Morillo, Melinia Decne., Mitostigma Decne., Pentagonium Schauer, Podandra Baill., Steleostemma Schltr., Stelmatocodon Schltr., Stigmamblys Kuntze orth. var., Zosima Phil. nom. illeg.): Die etwa 41 Arten sind von Ecuador, Bolivien über Peru bis Chile und Argentinien verbreitet.[7]
    - Tweedia Hook. & Arn. (Syn.: Turrigera Decne.): Die etwa sechs Arten sind von Bolivien bis ins südliche Südamerika verbreitet.[7]

  - Untertribus Pentacyphinae Liede & Meve: Sie wurde 2014 aufgestellt und enthält nur eine Gattung:[2]
    - Pentacyphus Schltr. (Syn.: Tetraphysa Schltr.): Die nur drei Arten sind vom westlichen Südamerika bis nordwestlichen Venezuela verbreitet.[7] Es handelt sich um kletternde Halbsträucher mit weißem Milchsaft.

  - Untertribus Tassadiinae Liede & Meve: Sie wurde 2014 aufgestellt und enthält nur zwei Gattungen. Es handelt sich um kletternde Halbsträucher mit weißem Milchsaft.:[2]
    - Stenomeria Turcz.: Sie enthält etwa vier Arten.[2]
    - Tassadia Decne.:[2] Die bis zu 31 Arten sind von Mexiko bis Trinidad und zum tropischen Südamerika verbreitet.[7]

  - Untertribus Tylophorinae (K.Schum.) Liede: Typusgattung ist Tylophora R.Br. Sie enthält seit 2014 nur noch vier Gattungen:[2]
    - Merrillanthus Chun & Tsiang: Es gibt nur eine Art:
      - Merrillanthus hainanensis Chun & Tsiang: Sie kommt in Kambodscha und in den chinesischen Provinzen Guangdong sowie Hainan vor.[3]

    - Pentastelma Tsiang & P.T.Li: Es gibt nur eine Art:
      - Pentastelma auritum Y.Tsiang & P.T.Li: Dieser Endemit kommt nur in Boating in Hainan vor.[7]

    - Pentatropis R.Br.: Die etwa vier Arten kommen vom tropischen Westafrika bis Tansania sowie Ägypten, vom Sinai bis zum Indischen Subkontinent, auf Inseln des westlichen Indischen Ozeans und in Vietnam vor.[7]
    - Vincetoxicum Wolf:[2] Lange wurde der Umfang der Gattungen dieser Untertribus kontrovers diskutiert. Monophyletisch ist Vincetoxicum nur wenn die meisten Gattungen dieser Tribus in eine Gattung zusammengefasst werden. Aus Prioritätsgründen muss diese umfassende Gattung Vincetoxicum heißen. Synonyme für Vincetoxicum Wolf non T.Walter s. l. sind seit 2012: Biondia Schltr., Blyttia Arn. non Fries, Diplostigma K.Schum., Goydera Liede, Pleurostelma Baill. non Schlechter, Rhyncharrhena F.Muell., Tylophora R.Br.[14]: Die 119 bis 300 Arten sind in der Alten Welt weitverbreitet.

- Tribus Ceropegieae Decne. ex Orb.: Sie wird in vier Untertribus gegliedert und enthält etwa 47 Gattungen[2]:
  - Untertribus Anisotominae Meve & Liede: Sie enthält etwa fünf Gattungen:[2]
    - Anisotoma Fenzl: Die etwa zwei Arten kommen im südlichen Afrika vor.[7]
    - Emplectanthus N.E.Br.: Die etwa drei Arten kommen im südlichen Afrika vor.[7]
    - Neoschumannia Schltr.: Die etwa drei Arten kommen im tropischen Afrika vor.[7]
    - Riocreuxia Decne.: Die etwa zehn Arten kommen von Tansania bis ins südliche Afrika vor.[7]
    - Sisyranthus E.Mey.: Die etwa 13 Arten kommen vom östlichen Simbabwe bis ins südliche Afrika vor.[7]

  - Untertribus Heterostemminae Meve & Liede: Sie enthält nur eine Gattung:[2]
    - Heterostemma Wight & Arn.: Die etwa 38 Arten kommen vom tropischen und subtropischen Asien bis zu den Inseln im südwestlichen Pazifik vor.[7]

  - Untertribus Leptadeniinae Meve & Liede: Sie enthält vier Gattungen:[2]
    - Conomitra Fenzl: Es gibt nur eine Art:
      - Conomitra linearis Fenzl: Sie kommt von Niger bis ins südliche Äthiopien und nördliche Kenia vor.[7]

    - Leptadenia R.Br.: Die etwa fünf Arten kommen vom nördlichen und westlichen tropischen Afrika bis Tansania, auf Madagaskar und von der Arabischen Halbinsel bis Myanmar vor.[7]
    - Orthanthera Wight: Die etwa sechs Arten kommen von der Demokratischen Republik Kongo bis ins südliche Afrika und auf dem indischen Subkontinent vor.[7]
    - Pentasacme Wall. ex Wight: Die etwa vier Arten kommen vom Himalaja bis ins südliche China und zur Malaiischen Halbinsel vor.[7]

  - Untertribus Stapeliinae G.Don: Sie enthält etwa 37 Gattungen:[2]
    - Anomalluma Plowes: Mit nur zwei Arten, die aber auch zu Pseudolithos gestellt werden.[7]
    - Apteranthes J.C.Mikan: Die etwa sieben Arten kommen auf den Kanarischen Inseln und vom Mittelmeerraum bis zum Indischen Subkontinent vor.[7]
    - Australluma Plowes: Es gibt nur eine Art:
      - Australluma peschii (Nel) Plowes: Sie kommt von Angola bis zum nordwestlichen und nördlich-zentralen Namibia vor.[7]

    - Baynesia Bruyns: Es gibt nur eine Art:
      - Baynesia lophophora Bruyns: Sie kommt nur im nordwestlichen Namibia vor.[7]

    - Boucerosia Wight & Arn.: Die etwa sieben Arten kommen vom Indischen Subkontinent bis Myanmar vor.[7]
    - Brachystelma Sims: Die Arten werden von manchen Autoren auch zu Ceropegia gestellt.[7]
    - Caralluma R.Br.: Die etwa 32 Arten kommen im tropischen Afrika, auf der Arabischen Halbinsel, in Indien, Sri Lanka und Myanmar vor.[7]
    - Caudanthera Plowes: Die etwa vier Arten kommen von Niger bis Israel und dem nordwestlichen Indien vor.[7]
    - Leuchterblumen (Ceropegia L.): Die etwa 383 Arten[7] kommen von Afrika bis ins nordöstliche Australien vor.[7]
    - Desmidorchis Ehrenb.: Die etwa 14 Arten kommen von der Sahara und der Sahel-Zone bis ins tropische Ostafrika und auf der Arabischen Halbinsel vor.[7]
    - Duvalia Haw.: Die etwa 18 Arten kommen vom nordöstlichen tropischen Afrika bis zur Arabischen Halbinsel und vom südlichen tropischen Afrika bis ins südliche Afrika vor.[7]
    - Duvaliandra M.G.Gilbert: Es gibt nur eine Art:
      - Duvaliandra dioscoridis (Lavranos) M.G.Gilbert: Dieser Endemit kommt nur auf Sokotra vor.[7]

    - Echidnopsis Hook. f.: Die etwa 36 Arten kommen im nordöstlichen und östlichen tropischen Afrika und auf der Arabischen Halbinsel vor.[7]
    - Edithcolea N.E.Br.: Es gibt nur eine Art:
      - Edithcolea grandis N.E.Br.: Sie kommt von Äthiopien bis Tansania, im Jemen und auf Sokotra vor.[7]

    - Hoodia Sweet ex Decne.: Die etwa 13 Arten kommen von Angola bis Südafrika vor.[7]
    - Huernia R.Br.: Die etwa 77 Arten kommen von Eritrea bis Südafrika, in Nigeria und auf der Arabischen Halbinsel vor.[7]
    - Larryleachia Plowes: Die etwa sechs Arten kommen im südlichen Afrika vor.[7]
    - Lavrania Plowes: Es gibt nur eine Art:
      - Lavrania haagnerae Plowes: Sie kommt nur im nordwestlichen Namibia vor.[7]

    - Monolluma Plowes: Die etwa fünf Arten kommen vom nordöstlichen tropischen Afrika bis Kenia und auf der Arabischen Halbinsel vor.[7]
    - Notechidnopsis Lavranos & Bleck: Es gibt nur eine Art:
      - Notechidnopsis tessellata (Pillans) Lavranos & Bleck: Sie kommt in den südafrikanischen Provinzen Nord- sowie Westkap vor.[7]

    - Ophionella Bruyns: Die zwei Arten kommen nur in der südafrikanischen Provinz Ostkap vor.[7]
    - Orbea Haw.: Die etwa 60 Arten kommen in Afrika und auf der Arabischen Halbinsel vor.[7]
    - Orbeanthus L.C.Leach: Die zwei Arten werden auch zu Orbea gestellt.[7]
    - Pectinaria Haw.: Die etwa vier Arten kommen in den südafrikanischen Provinzen Nord- und Westkap vor.[15]
    - Piaranthus R.Br.: Es gibt etwa neun Arten; sie kommen im südlichen Afrika vor.[7]
    - Pseudolithos P.R.O.Bally (Syn.: Anomalluma Plowes): Die etwa acht Arten kommen im nordöstlichen tropischen Afrika und auf der Arabischen Halbinsel vor.[7]
    - Quaqua N.E.Br.: Die etwa 20 Arten kommen vom südwestlichen Namibia bis Südafrika vor.[7]
    - Rhytidocaulon P.R.O.Bally: Die etwa 17 Arten kommen von Kenia bis Äthiopien und auf der Arabischen Halbinsel vor.[7]
    - Richtersveldia Meve & Liede: Es gibt nur eine Art:
      - Richtersveldia columnaris (Nel) Meve & Liede: Dieser Endemit kommt nur in der Zentralen Bergen des Richtersveld von Kodas Peak bis Eksteenfontein in der südafrikanischen Provinz Nordkap vor. Die Bestände nehmen ab.[16]

    - Socotrella Bruyns & A.G.Miller: Es gibt nur eine Art:
      - Socotrella dolichocnema Bruyns: Sie wurde 2002 erstbeschrieben. Dieser Endemit kommt nur im westlichen Teil der Insel Sokotra vor.[7]

    - Stapelia L.: Die etwa 31 Arten kommen im südlichen Afrika vor.[7]
    - Stapelianthus Choux ex A.C.White & B.Sloane: Die etwa sieben Arten kommen in Madagaskar vor.[7]
    - Stapeliopsis Pillans: Die etwa acht Arten kommen von Namibia bis Südafrika vor.[7]
    - Tavaresia Welw.: Die etwa drei Arten kommen im südlichen und im südlichen tropischen Afrika vor.[7]
    - Tridentea Haw.: Die etwa acht Arten kommen im südlichen Afrika vor.[7]
    - Tromotriche Haw.: Die etwa elf Arten kommen von Namibia bis Südafrika vor.[7]
    - White-sloanea Chiov.: Es gibt nur eine Art:
      - White-sloanea crassa (N.E.Br.) Chiov.: Dieser Endemit kommt nur im nördlichen Somalia vor.[7]

- Tribus Eustegieae Rchb. ex Liede & Meve: Sie wurde 2014 gültig aufgestellt und enthält nur zwei Gattungen in Mosambik und Südafrika. Die etwa sechs Arten sind krautige Pflanzen mit klarem Milchsaft.[2]
  - Emicocarpus K.Schum. & Schltr.: Es gibt nur eine Art:
    - Emicocarpus fissifolius K.Schum. & Schltr.: Sie kommt in Mosambik vor.[7]

  - Eustegia R.Br.: Die etwa fünf Arten kommen in Südafrika vor.[7]

- Tribus Fockeeae H.Kunze, Meve & Liede: Sie enthält nur zwei Gattungen[2] in Afrika und der Arabischen Halbinsel:
  - Cibirhiza Bruyns: Die etwa drei Arten kommen von Äthiopien bis Sambia und auf der Arabischen Halbinsel vor.[7]
  - Fockea Endl.: Die etwa sechs Arten sind von Kenia bis ins südliche Afrika verbreitet.[7]

- Tribus Marsdenieae Benth.: Sie enthält 2014 etwa 26 Gattungen.[2][17] Nach Forster 2021 machen molekulargenetische Daten es erforderlich, dass die Verwandtschaftsgruppe um Marsdenia R.Br. neu gegliedert wird, mit einer Reaktivierung einer Gattung[18]:
  - Anatropanthus Schltr.: Es gibt nur eine Art:
    - Anatropanthus borneensis Schltr.: Sie kommt auf Borneo vor.[7]

  - Anisopus N.E.Br.: Die etwa zwei Arten sind im tropischen Westafrika verbreitet.[7]
  - Asterostemma Decne.: Es gibt nur eine Art:
    - Asterostemma repandum Decne.: Dieser Endemit kommt nur im östlichen Java vor.[7]

  - Campestigma Pierre ex Costantin: Es gibt nur eine Art:
    - Campestigma purpurea Pierre ex Costantin: Sie kommt in Laos und in Vietnam vor.[7]

  - Cionura Griseb.: Es gibt nur eine Art:
    - Cionura erecta (L.) Griseb.: Sie kommt von Südosteuropa bis zum südwestlichen Afghanistan vor.[7]

  - Clemensiella Schltr.: Die zwei Arten werden auch zu Hoya gestellt.[7]
  - Cosmostigma Wight: Die etwa drei Arten sind vom tropischen Asien bis Hainan verbreitet.[7]
  - Dischidia R.Br.: Die etwa 118 Arten sind vom tropischen und subtropischen Asien bis zu den Inseln im westlichen Pazifik verbreitet.[7]
  - Dolichopetalum Tsiang: Es gibt nur eine Art:
    - Dolichopetalum kwangsiense Tsiang: Sie kommt in China vor.[7]

  - Gongronema (Endl.) Decne.: Die etwa zehn Arten sind vom indischen Subkontinent bis ins südliche China und westliche Malesien verbreitet.[7]
  - Gunnessia P.I.Forst.: Es gibt nur eine Art:
    - Gunnessia pepo P.I.Forst.: Sie kommt nur im nördlichen Queensland vor.[7]

  - Gymnema R.Br. (Syn.: Bidaria (Endl.) Decne., Gymnema sect. Bidaria (Endl.) Benth.):[18] Die seit Forster 2021 nur noch etwa zwölf Arten, die nur in Australien und auf Neuguinea verbreitet sind.[18][7]
  - Heynella Backer: Es gibt nur eine Art:
    - Heynella lactea Backer: Dieser Endemit kommt nur im westlichen Java vor.[7]

  - Hoya R.Br.: Die etwa 495 Arten kommen vom tropischen und subtropischen Asien bis zu den Inseln des westlichen Pazifik vor.[7]
  - Jasminanthes Blume: Die etwa sechs Arten sind vom gemäßigten Ostasien bis ins südliche China und in Thailand und Borneo verbreitet.[7]
  - Leichhardtia R.Br.: (Syn.: Leichardtia R.Br. orth. var., non Leichhardtia F.Muell., Thozetia F.Muell. ex Benth.): Sie wurde bei Forster 2021 reaktiviert.[18] Die etwa 67 Arten sind in Indonesien, auf Neuguinea, auf den Philippinen, auf den Salomonen und in Australien weitverbreitet;[18] darunter:
    - Buschbanane (Leichhardtia australis R.Br., Marsdenia australis (R.Br.) Druce): Sie ist in Australien verbreitet.[18]

  - Lygisma Hook. f.: Die etwa vier Arten kommen vom südöstlichen China bis zur Malaiischen Halbinsel vor.[7]
  - Marsdenia R.Br. nom. cons. (Syn.: Cathetostemma Blume): Die etwa 70 Arten sind in der Neotropis verbreitet, darunter:
    - Kondurangostrauch (Marsdenia cundurango (R.Br.) Druce)

  - Oreosparte Schltr.: Es gibt nur eine Art:
    - Oreosparte celebica Schltr.: Dieser Endemit kommt nur auf dem Mount Mahawu in Sulawesi vor.[7]

  - Pycnorhachis Benth.: Es gibt nur eine Art:
    - Pycnorhachis maingayi Hook. f.: Sie kommt auf der Malaiischen Halbinsel vor.[7]

  - Rhyssolobium E.Mey.: Es gibt nur eine Art:
    - Rhyssolobium dumosum E.Mey.: Sie kommt nur im südlichen Namibia und im Gariep Tal östlich der Alexander Bay in der südafrikanischen Provinz Nordkap vor.[19]
    - Ruehssia H.Karst.: Sie wurde 2019 reaktiviert und enthält etwa 42 Arten in Südamerika.[17]

  - Sarcolobus R.Br.: Die etwa 20 Arten sind vom tropischen Asien bis zu dem Inseln im westlichen Pazifik verbreitet.[7]
  - Stephanotis Thouars: Die etwa vier Arten kommen in der Kapprovinz und in Madagaskar vor.[7]
  - Stigmatorhynchus Schltr.: Von den nur zwei Arten kommt eine im nördlichen Namibia und die andere in Tansania vor.[7]
  - Telosma Coville: Die etwa acht Arten kommen im tropischen und subtropischen Asien, im tropischen und im südlichen Afrika und auf der Arabischen Halbinsel vor.[7]
  - Treutlera Hook. f.: Es gibt nur eine Art:
    - Treutlera insignis Hook. f.: Sie kommt von Nepal bis Assam vor.[7]

  - Wattakaka Hassk.: Die etwa zwei Arten sind vom tropischen Asien bis ins südliche China verbreitet.[7]

## Ergänzende Literatur
- Henning Kunze: Bau und Funktion der Asclepiadaceenblüte. In: Phyton (Horn). Band 35, Nr. 1, 1995, S. 1–24 (zobodat.at [PDF; 5,9 MB; abgerufen am 20. April 2023]).